# Kriegsgefangene des Zweiten Weltkrieges
Kriegsgefangene des Zweiten Weltkriegs waren die Kriegsgefangenen der kriegführenden Staaten im Zweiten Weltkrieg.
Der Zweite Weltkrieg begann mit dem deutschen Überfall auf Polen am 1. September 1939 und endete in Europa am 8. Mai 1945 mit der bedingungslosen Kapitulation der Wehrmacht. Am 15. August 1945 endete der Pazifikkrieg mit der Kapitulation Japans, die am 2. September 1945 formell unterzeichnet wurde.
Von rund 100 Mio. Soldaten, die weltweit im Zweiten Weltkrieg gegeneinander kämpften, gerieten etwa 35 Mio. in Gefangenschaft, von denen insgesamt 5 Mio. die Gefangenschaft nicht überlebten. Über 20 Mio. Soldaten sind gefallen.

## Völkerrechtsstatus
„Kriegsgefangen“ stellt einen völkerrechtlichen Status dar, der Gefangene schützen soll. Der Personenkreis umfasst Kombattanten der feindlichen Streitkräfte, aber auch Ärzte, Sanitäter und Geistliche, soweit sie ihnen angehören. Geregelt und vertraglich vereinbart wurde dieser Schutz in den Haager Abkommen (1899/1907), dem Genfer Protokoll (1925) und den Genfer Konventionen (seit 1864).
In Europa unterschied sich die Situation auf dem östlichen Kriegsschauplatz von der auf dem westlichen dadurch, dass bei der Kriegführung die Einhaltung der Haager Landkriegsordnung und der beiden Genfer Konventionen über die Behandlung der Kriegsgefangenen und der Verwundeten vom Deutschen Reich und von der Sowjetunion nicht angestrebt wurde. Die „sowjetischen Vorschriften über die Behandlung der Kriegsgefangenen“ entsprachen allerdings in vielen Punkten dem Kriegsvölkerrecht, obwohl die Sowjetunion im Unterschied zum Deutschen Reich weder der Genfer Konvention über die Kriegsgefangenen noch der Haager Landkriegsordnung beigetreten war.
Nach Art. 75 der Genfer Konvention von 1929 hatte „die Heimschaffung der Kriegsgefangenen binnen kürzester Frist nach Friedensschluss zu erfolgen“. Mit dem formaljuristischen Einwand, der Kriegszustand bestehe auch nach der bedingungslosen Kapitulation der Wehrmacht fort, wurde über den 8. Mai 1945 hinaus eine große Anzahl deutscher Kriegsgefangener in alliiertem Gewahrsam festgehalten. Zudem erlegte die Kontrollratsproklamation Nr. 2 vom 20. September 1945 den deutschen Behörden auf, alle von den Alliierten Vertretern vorgeschriebenen Maßnahmen für Rückerstattung, Wiedereinsetzung, Wiederherstellung, Reparation, Wiederaufbau, Unterstützung und Rehabilitierung durchführen. Dazu gehörte auch, Transportmittel, Anlagen, Ausrüstungen und Material aller Art, Arbeitskräfte, Personal und fachmännische und andere Dienste zum Gebrauch innerhalb und außerhalb Deutschlands zur Verfügung stellen. Schon auf der Konferenz von Jalta im Februar 1945 hatten die Großmächte beschlossen, dass Kriegsgefangene nach einem Waffenstillstand zu Arbeitsleistungen verpflichtet werden könnten und dass Reparationen von Deutschland nicht nur in Form von Sachlieferungen, sondern auch durch den Einsatz deutscher Arbeitskräfte zu fordern wären.
Auf der Moskauer Konferenz hatten die alliierten Außenminister im April 1947 beschlossen, alle deutschen Kriegsgefangenen bis Ende 1948 zu entlassen, worauf die Sowjetunion zahlreiche Kriegsgefangene als Kriegsverbrecher verklagte und zu langjährigen Haftstrafen verurteilte, so dass die letzten Gefangenen erst 1955 mit der Heimkehr der Zehntausend nach Deutschland zurückkehrten. Seit 1950 vertrat die Zentrale Rechtsschutzstelle die Interessen der weiterhin in alliiertem Gewahrsam befindlichen Deutschen.
Formal nicht unter die Genfer Konventionen fielen die Disarmed Enemy Forces, die die Westmächte bei Kriegsende gefangen nahmen.

## Hilfe durch Dritte
Nicht am Krieg beteiligte Staaten und internationale Organisationen leisteten nach den Regeln des Kriegsvölkerrechts Hilfe, um das Schicksal der Kriegsgefangenen zu erleichtern. Zu den Hilfeleistungen gehörten:
- Interessenvertretung durch eine Schutzmacht
- Betreuung durch das Internationale Komitee vom Roten Kreuz
- Austausch von Kriegsgefangenen und Verwundeten
- Vermittlung der Kriegsgefangenenpost

## Soldaten der Achsenmächte in alliiertem Gewahrsam

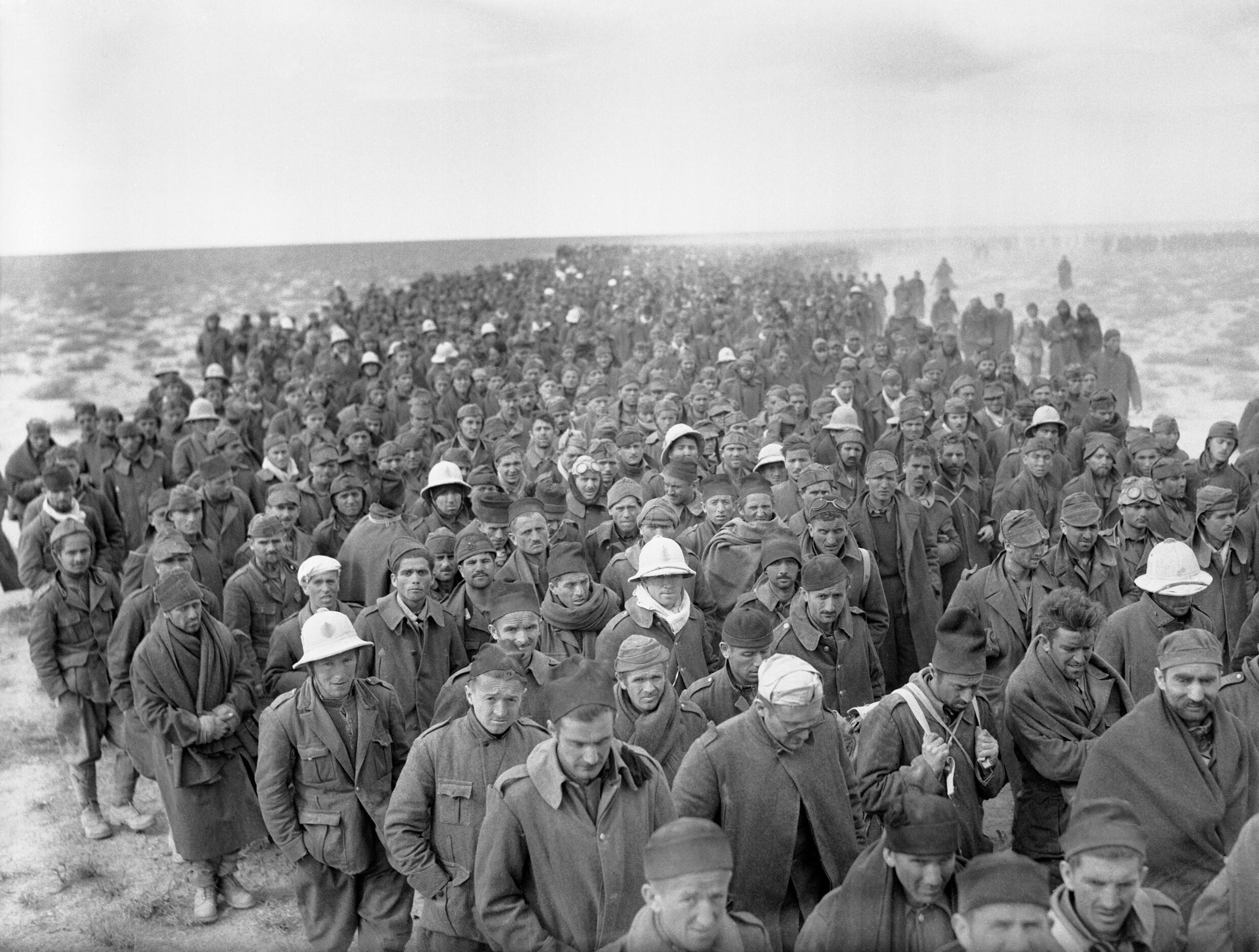
Italiener in britischer Kriegsgefangenschaft auf einem Marsch im heutigen Libyen (1941)

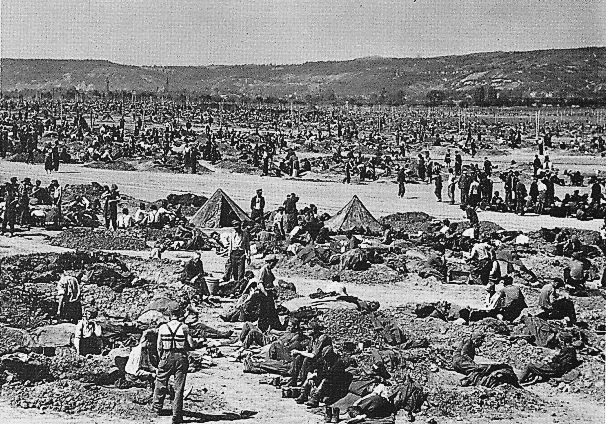
Alliiertes Rheinwiesenlager mit deutschen Gefangenen bei Sinzig (Rheinland-Pfalz), 1945

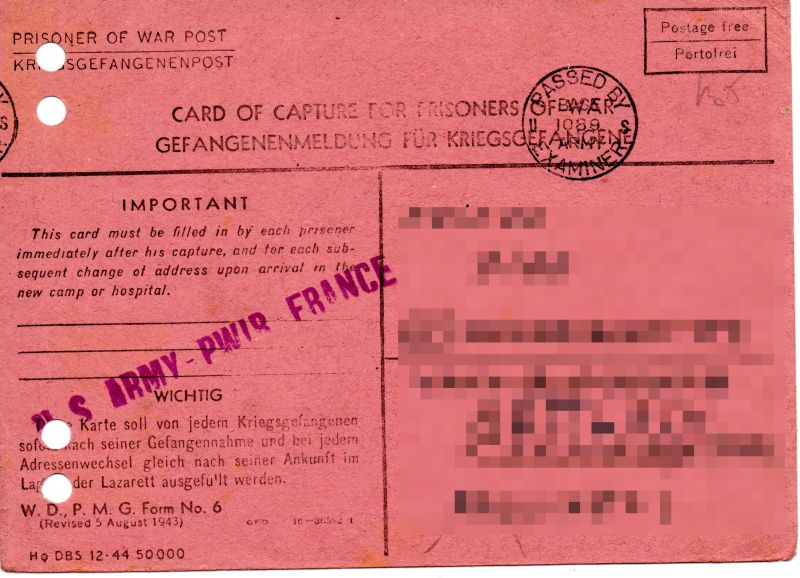
Gefangenenmeldung für deutsche Kriegsgefangene in Gefangenschaft der USA (Vorderseite der Postkarte)

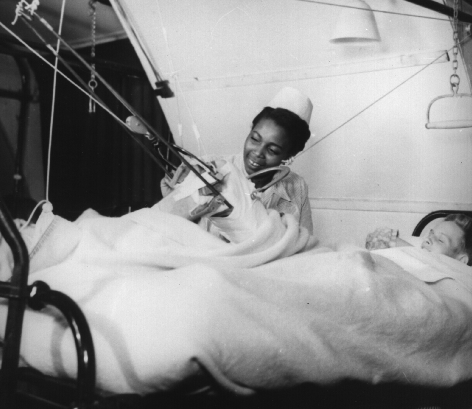
Pflege verwundeter Kriegsgefangener durch Krankenschwester der U.S.-Armee, 168 Station Hospital in Warrington (England), 1944

### Kriegsgefangene der Achse im Gewahrsam der Westmächte
Etwa 3.630.000 Soldaten der Wehrmacht befanden sich in britischen Lagern in Großbritannien, Deutschland, Italien, Kanada, Malta, Madagaskar und anderen Ländern. Darunter waren auch 58.600 Österreicher.
Ungefähr 3.100.000 deutsche Kriegsgefangene befanden sich in US-amerikanischen Lagern, davon rund 371.000 in den USA. 135.000 wurden 1943 in Tunesien gefangen genommen, 10.000 in Italien und 182.000 im Jahr 1944 bei der Invasion der Normandie. Jeder Kriegsgefangene erhielt sofort nach seiner Gefangennahme sowie bei jedem Adresswechsel eine Postkarte, auf der er seinen Angehörigen Angaben über seinen Gesundheitszustand machen sowie seine gegenwärtige Anschrift und Gefangenennummer mitteilen konnte (siehe Abbildungen). Die Gefangenen wurden auf zahlreiche Lager verteilt. „Fraternisation“ war nicht erwünscht; in den Südstaaten wurden die Männer in der Landwirtschaft eingesetzt, wo sie zum Teil mit Afroamerikanern konkurrierten, die häufig Arbeiten unter schlechten Arbeitsbedingungen, mit niedrigem Prestige und geringer Entlohnung leisteten. Viele Kriegsgefangene entwickelten zu den US-Bewachern ein „fast freundschaftliches“ Verhältnis; die Farmer bedankten sich häufig mit kleinen Zuwendungen oder Einladungen zum Essen; viele blieben nach der Repatriierung in brieflichem Kontakt zu den Farmern und erhielten auch Paketsendungen. Die Verpflegung in den Lagern war anfangs besser als vorher in der Wehrmacht und auch besser als für die US-Zivilbevölkerung; nach Kriegsende von Juli bis August 1945 wurden die Rationen drastisch reduziert, Zigaretten und Alkohol waren nicht erhältlich, wurden dann aber wieder erhöht. Die Deutschen erhielten amerikanische Armeekleidung mit der Kennzeichnung „POW“ (prisoner of war); sie hatten aber auch das Recht, ihre Uniform, Rangabzeichen und Orden zu tragen. Sie konnten Sportveranstaltungen organisieren, Theater- und Musikgruppen bilden.
Viele waren mit Vorbehalten „gegen das angeblich kulturlose und oberflächliche Amerika“ gekommen und machten nun auch andere Erfahrungen. Die US-Behörden begannen eine reeducation und ein kleiner Teil von Freiwilligen genoss spezielle Schulungen, um nach der Rückkehr als „Vorhut des neuen, demokratischen Deutschland“ am Aufbau des Landes teilnehmen zu können. Nach Kriegsende wurden viele der Deutschen zu potentiellen Konkurrenten der demilitarisierten US-Veteranen auf dem Arbeitsmarkt und wurden darum schnell repatriiert.
1943 hatten die USA und Großbritannien beschlossen, jeweils die Hälfte der Gefangenen zu übernehmen. Ab Ende 1944 stieg die Zahl der gefangenen deutschen Soldaten derart an, dass ihr Transport in die USA bzw. nach Großbritannien nicht mehr möglich war. Auch die vereinbarte Verteilung auf die USA und Großbritannien wurde aufgegeben. Die Gefangenen wurden in schnell errichteten Lagern, oft unter fast unzumutbaren Bedingungen untergebracht – zuerst in Frankreich und später in Deutschland, hier vor allem in den amerikanischen Rheinwiesenlagern.
Man muss hier einfügen, dass sowohl die Amerikaner als auch die Briten einen großen Teil ihrer Gefangenen (auch aus Norwegen) an die Franzosen abgaben.
Die USA begannen ab Mitte Mai 1945 mit der Entlassung von Kriegsgefangenen, überstellten jedoch wegen des Arbeitskräftebedarfs auch 740.000 Gefangene an Frankreich, 123.000 an Großbritannien, 14.000 an die Niederlande, 30.000 an Belgien und 5.000 an Luxemburg. Zur Wiedergutmachung wurden Gefangene auch an Polen und die Tschechoslowakei übergeben. Frankreich zwang etwa 50.000 deutsche Kriegsgefangene zur hochriskanten Zwangsarbeit als Minenräumer. General George S. Patton schrieb: „I am also opposed to sending PW’s to work as slaves in foreign lands [in particular, to France] where many will be starved to death.“ Im Frühjahr 1946 wurde dem IKRK schließlich erlaubt, Besuche abzuhalten und den Kriegsgefangenen in der amerikanischen Zone begrenzte Mengen an Nahrungsmitteln zukommen zu lassen.
Während der Moskauer Konferenz im März und April 1947 befanden sich in Großbritannien 435.295, in Frankreich 641.483 und in den USA 14.000 Gefangene. Die Konferenz einigte sich darauf, bis zum 31. Dezember 1948 alle Gefangenen nach Deutschland zu entlassen. Für deutsche Kriegsgefangene in Frankreich bestand die Möglichkeit, für ein Jahr als freier Zivilarbeiter weiter zu arbeiten, z. B. in der Landwirtschaft. 

Zunächst hatten sich die Franzosen geweigert, Kriegsgefangene zu entlassen. Daraufhin erklärten die Amerikaner, es wären doch eigentlich „ihre“ Gefangenen. Sie gestatteten eine „gesplittete“ Entlassung bis Ende 1948, wiesen aber gleichzeitig darauf hin, dass seitens eines Unterausschusses des amerikanischen Kongresses 1947 geraten wurde, „jegliche Marshall-Plan-Hilfe für Frankreich zurückzuhalten, bis diese Nation beginnen würde, deutsche Kriegsgefangene gegen Displaced Persons auszutauschen“.

### Deutsche Soldaten in sowjetischem Gewahrsam

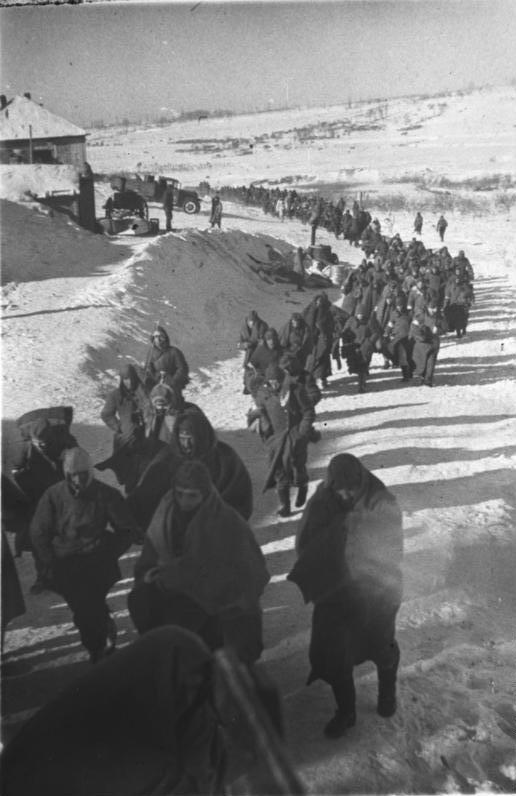
Deutsche Kriegsgefangene nach der Schlacht von Stalingrad (Februar 1943)

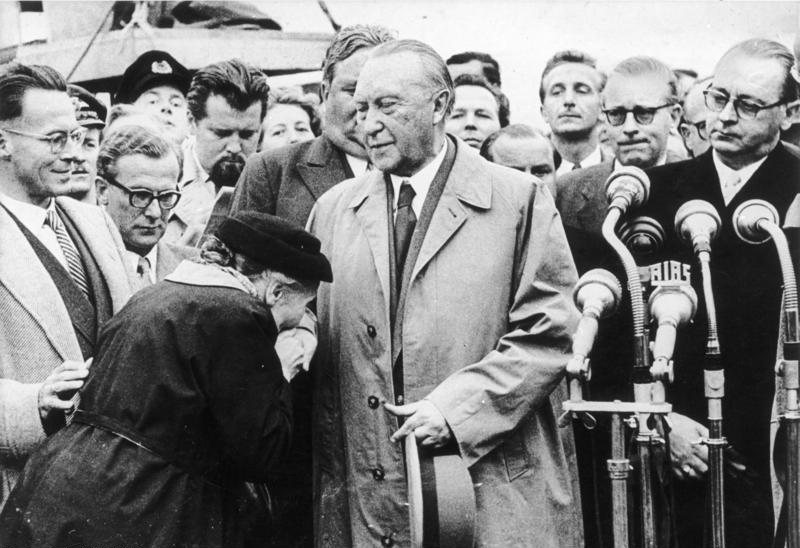
Die Mutter eines Kriegsgefangenen dankt Bundeskanzler Konrad Adenauer anlässlich der Heimkehr der Zehntausend 1955

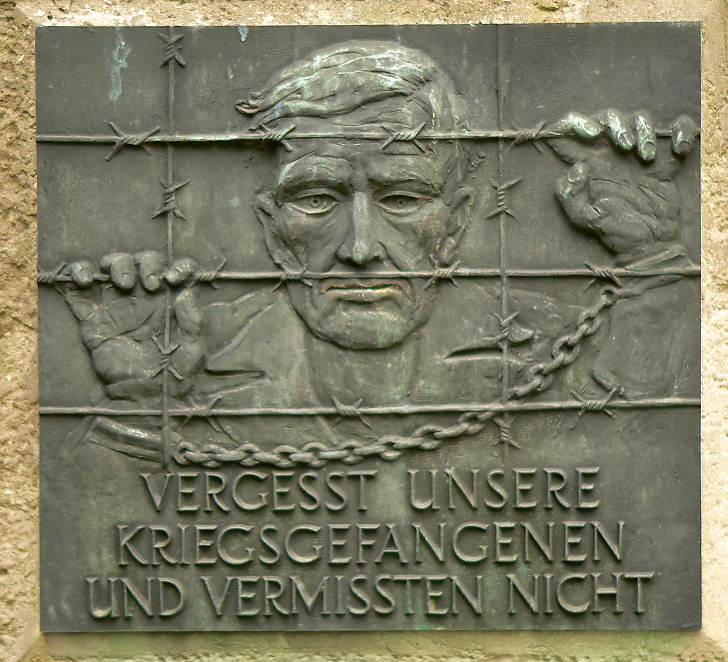
Denkmal für deutsche Kriegsgefangene und Vermisste, Neustadt am Rübenberge

Zwischen 1941 und 1945 gerieten schätzungsweise 3,2 bis 3,6 Millionen Soldaten der Wehrmacht in sowjetische Kriegsgefangenschaft. 1,11 Millionen kamen dabei ums Leben oder kehrten nie zurück. Im Zweiten Weltkrieg lag die Sterberate der deutschen Kriegsgefangenen in sowjetischer Hand bei 34,7 Prozent.
Kriegsgefangene der Sowjetunion wurden nach Einlieferung in ein Lager registriert und eine Personalakte nach nebenstehendem Muster angelegt. Die mit der Heimkehr der Gefangenen abgeschlossenen Personalakten befinden sich in Verwahrung des Föderalen Archivdienstes Russlands – Reichsstiftung – Russisches Reichskriegsarchiv (RGWA) in Moskau. Bei den veröffentlichten Zahlen wird nicht immer klar zwischen Kriegsgefangenen und Zivilisten sowie sonstigen Internierten, die noch bis 1956 in der Sowjetunion gefangen gehalten wurden, getrennt.
Anlässlich der Moskauer Außenministerkonferenz im März 1947 vereinbarten die Alliierten die Freilassung sämtlicher Kriegsgefangenen bis Ende 1948. Nach sowjetischen Angaben befanden sich zu diesem Zeitpunkt 890.532 deutsche Kriegsgefangene in der Sowjetunion, 1.003.974 seien seit Mai 1945 entlassen und nach Deutschland zurückgeschickt worden. Zwischen dem 1. März 1947 und dem 1. Dezember 1948 kehrten 447.367 Gefangene aus der UdSSR zurück, somit befanden sich, entgegen der Vereinbarungen von März 1947, zu Beginn des Jahres 1949 noch 443.165 in Gefangenschaft. Eine Anfrage der West-Alliierten zum Schicksal dieser Gefangenen beantwortete die UdSSR am 24. Januar 1949 mit der Ankündigung, dass die „Repatriierung im Laufe des Jahres 1949 ihren Abschluß finden wird“.
Am 28. September 1949 beschloss das Politbüro der KPdSU die Entlassung sämtlicher Kriegsgefangener, mit Ausnahme der von Militärtribunalen Verurteilten, bis zum 1. Januar 1950. Daraufhin erließ das Innenministerium (MWD) am 28. November 1949 eine Verfügung zur Verurteilung von
- Angehörigen der Verbände der Allgemeinen und der Waffen-SS
- Militärangehörigen, die in Kriegsgefangenen- und anderen Lagern sowie bei Polizeieinheiten und im Heeresjustizdienst gedient hatten
- Mitarbeitern von Feindaufklärungs- und Abwehr-Organen der Wehrmacht.[35]

Nachdem bis April 1948 1112 Kriegsgefangene wegen in der Sowjetunion begangener Kriegsverbrechen verurteilt, sowie von Oktober 1947 bis Juni 1949 3750 Urteile gefällt worden waren (im Juni 1949 noch 6036 laufende Untersuchungsverfahren), erfolgten allein im November und Dezember 1949 13.603 Verurteilungen von Kriegsgefangenen, in weiteren rund 7000 Fällen war die Untersuchung bis zum 1. Januar 1950 nicht abgeschlossen. Weitere 1656 Aburteilungen erfolgten im Januar 1950. Fast 86 % der Urteile lauteten auf 25 Jahre Lagerhaft.
Am 4. Mai 1950 erklärte die UdSSR, dass die Repatriierung (Rückholung) der deutschen Kriegsgefangenen aus der Sowjetunion nunmehr restlos abgeschlossen sei. Insgesamt seien seit der Kapitulation Deutschlands 1.939.063 Kriegsgefangene in ihre Heimat zurückgekehrt. In der Sowjetunion verblieben demnach noch 9717 wegen Kriegsverbrechen Verurteilte, 3815 Personen, gegen die ein Verfahren anhängig sei, und 14 nicht transportfähige Kranke.
Die letzte größere Entlassung von Kriegsgefangenen aus der Sowjetunion („Heimkehr der Zehntausend“) fand 1955 statt. Vorangegangen war ein Staatsbesuch des deutschen Bundeskanzlers Konrad Adenauer vom 8. bis 14. September 1955 zur Aufnahme diplomatischer Beziehungen und der Freilassung deutscher Kriegsgefangener. Ebenso kam in Österreich der letzte Heimkehrerzug erst nach Abschluss des Staatsvertrages von 1955 an.

Deckblatt der Personalakte Utschetnoje Djelo / Учетное Дело – mit dem Abschlussvermerk (Entlassung) vom 23. Mai 1949, Vordruck des Innenministeriums der UdSSR (MWD) zur Befragung von Kriegsgefangenen
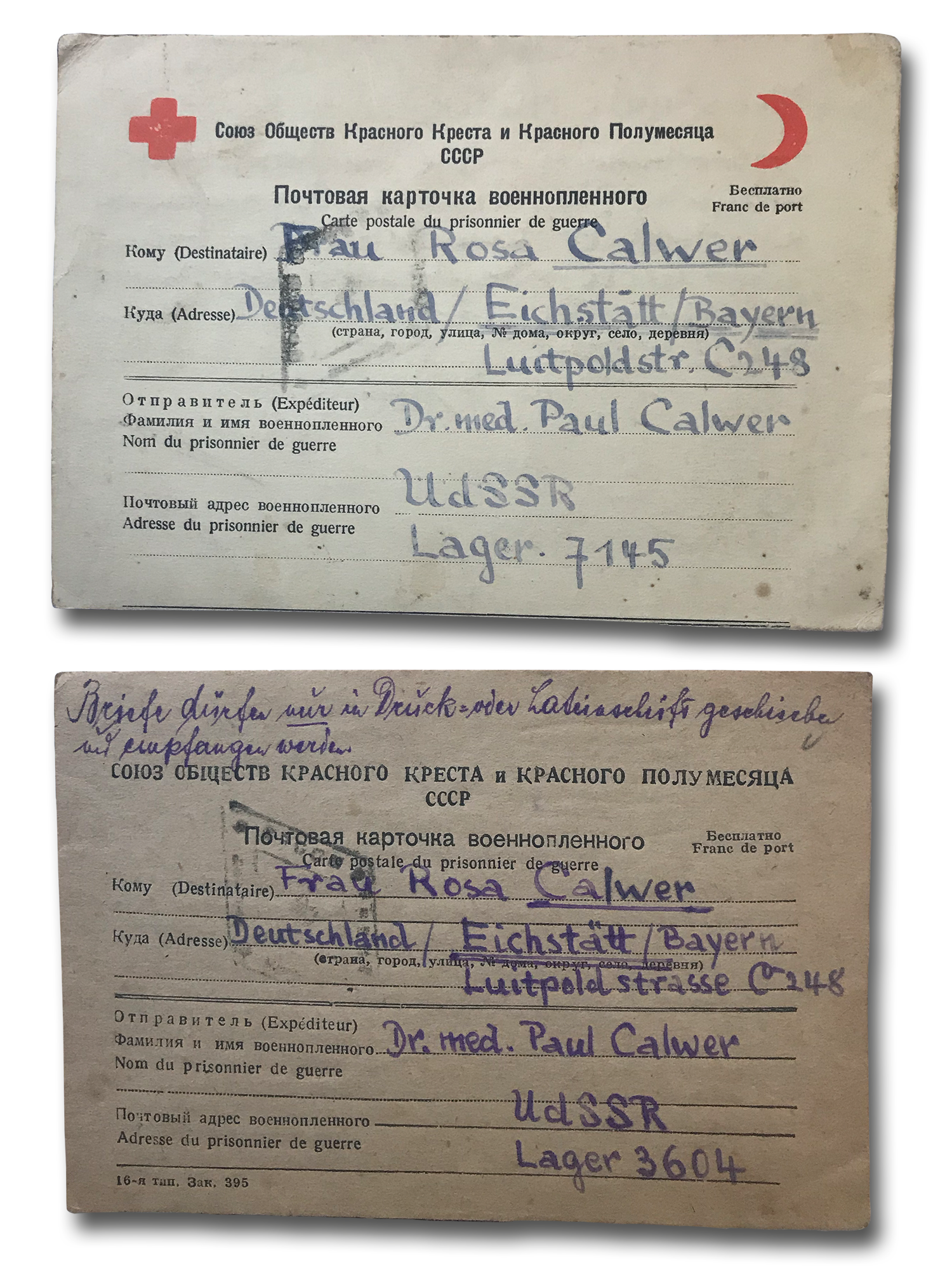
Adressseiten von Postkarten für Kriegsgefangene der UdSSR
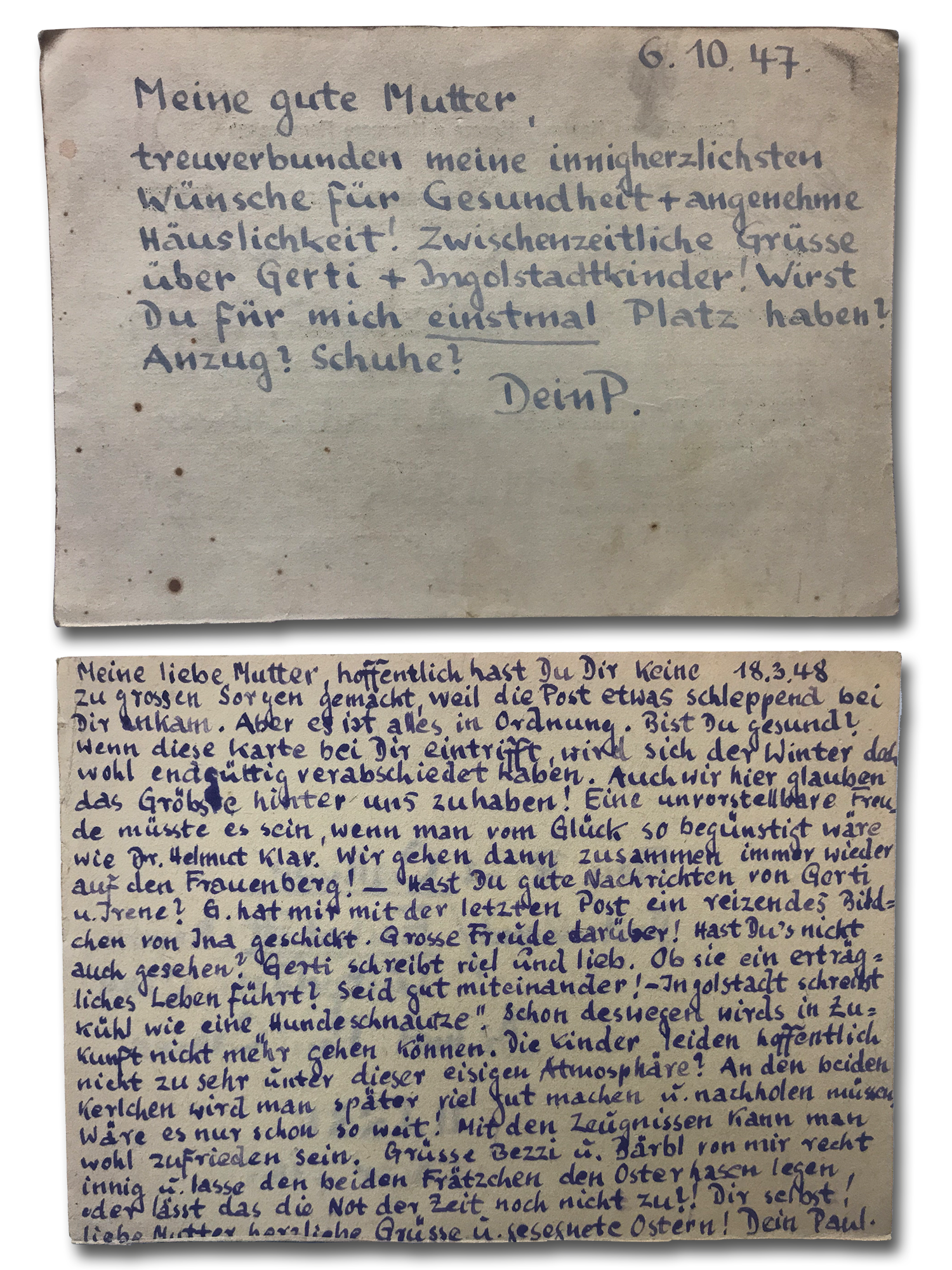
Dazugehörige Rückseiten. Zur Zeit der oberen Karte war nur eine Anzahl von 25 Wörtern erlaubt
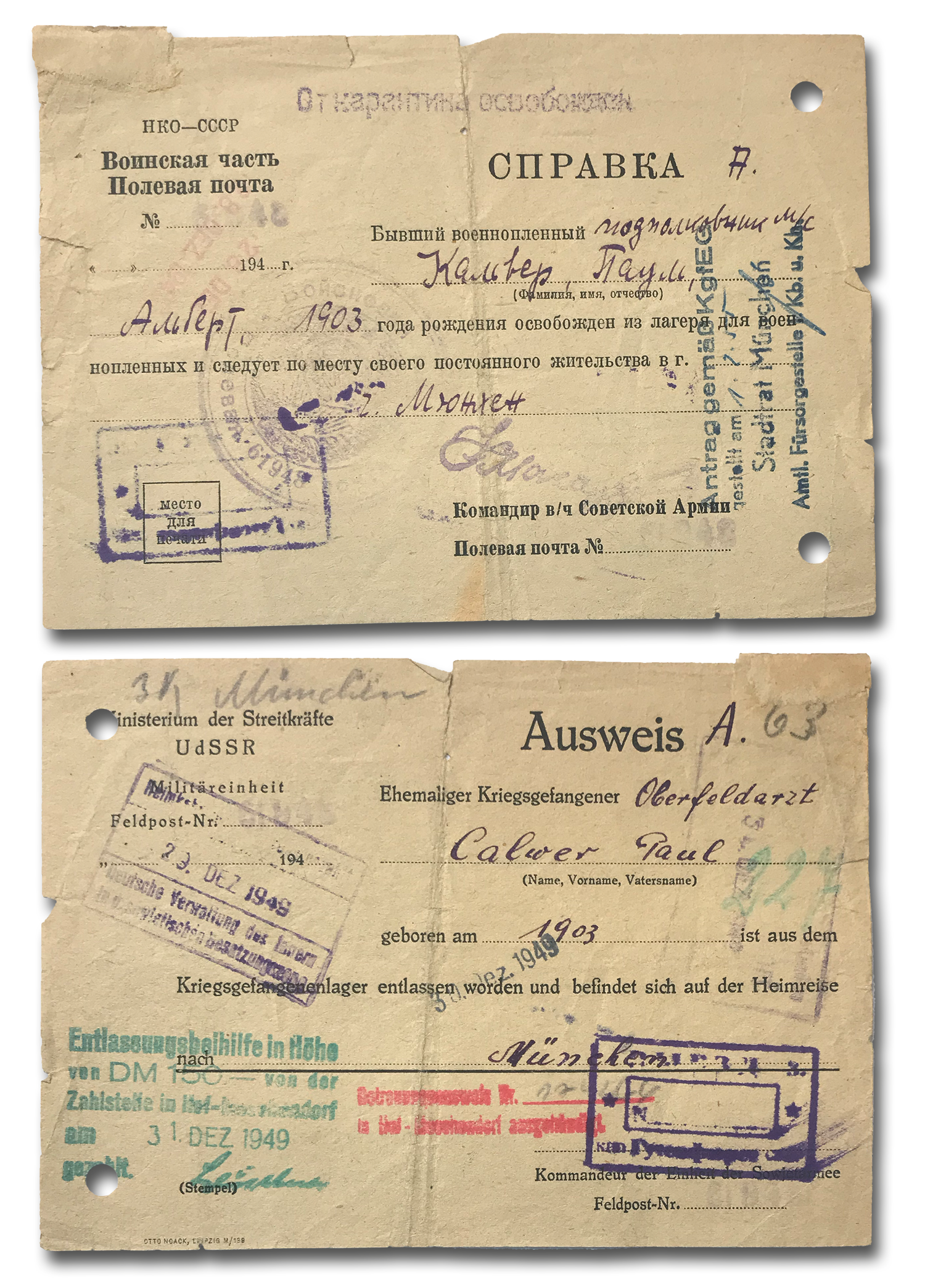
Entlassungsausweis aus sowjetischem Gewahrsam
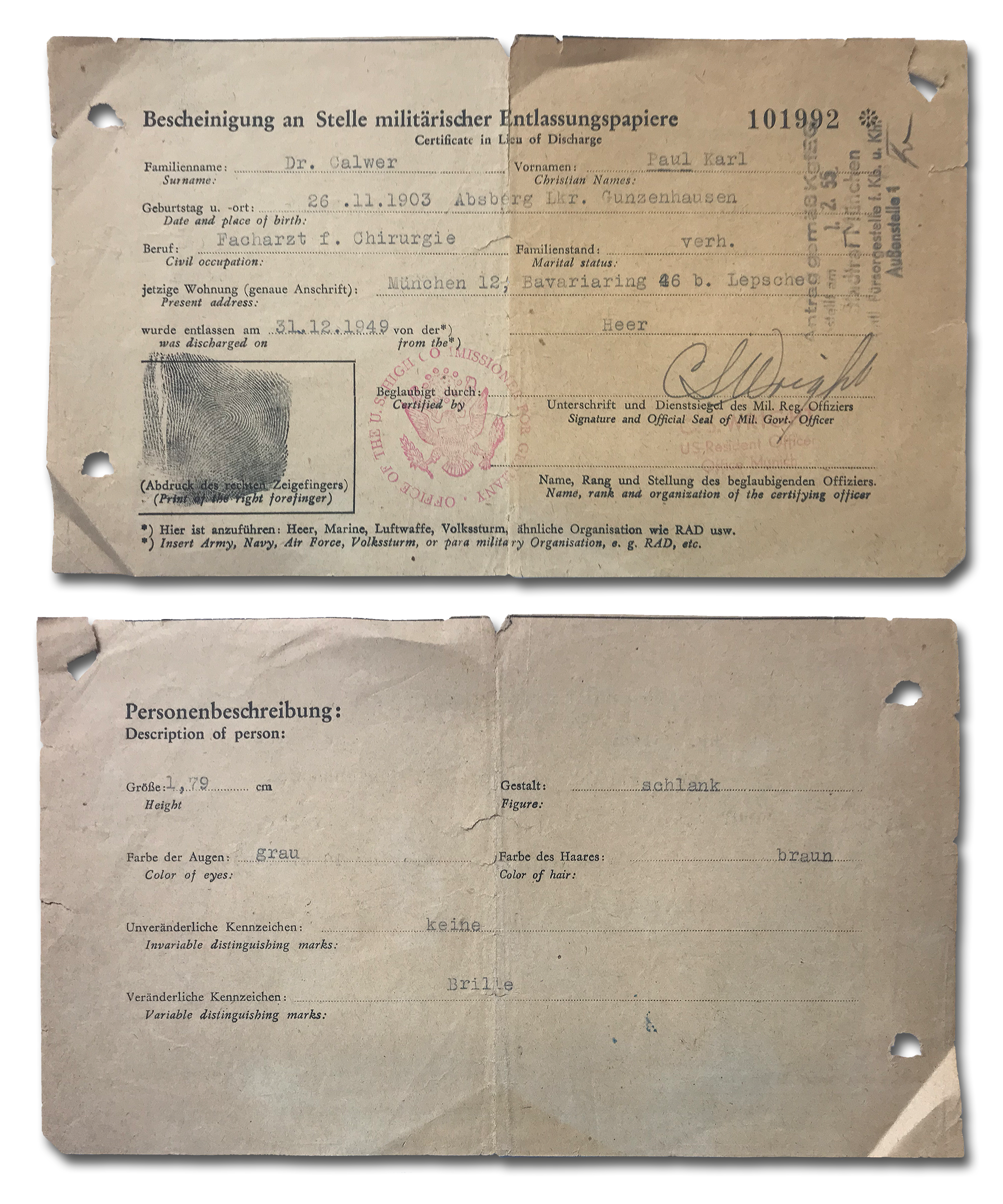
Übernahme durch US-Behörden im Westsektor
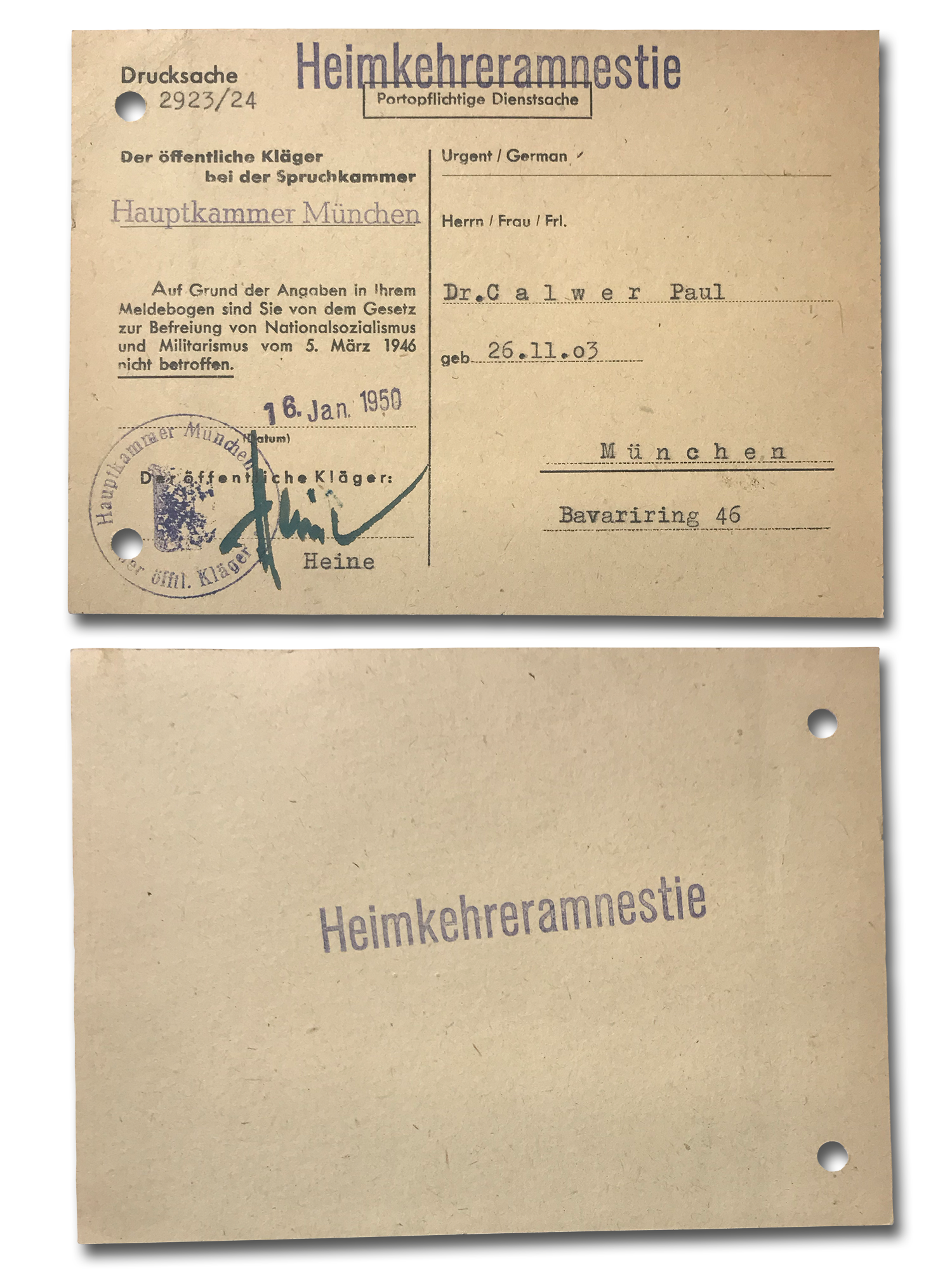
Abschluss durch die deutsche Spruchkammer

### Deutsche Soldaten in jugoslawischem Gewahrsam
Nach einer Analyse von Böhme starben etwa 80.000 deutsche und österreichische Soldaten in jugoslawischer Gefangenschaft. Wegen der unübersichtlichen Lage der letzten Kriegstage lässt sich die Zahl der bei der Kapitulation der Wehrmachteinheiten in Jugoslawien in Gefangenschaft geratenen Soldaten nicht genau bestimmen. Schmider, der sich auf das Zahlenmaterial von Böhme stützt, schätzt, dass es zwischen 175.000 und 200.000 waren. Berücksichtigt man, dass in den Jahren 1948/1949 vom Roten Kreuz nur etwa 85.000 Rückkehrer gezählt wurden, überlebten weniger als die Hälfte der Kriegsgefangenen die Gefangenschaft.
Aufgrund der Bedürfnisse der jugoslawischen Wirtschaft in den Jahren 1946–1948 nahmen etwa 5.000 deutsche Kriegsgefangene (Experten und Facharbeiter) das Angebot an, die Lager gegen einen zwei- oder dreijährigen Arbeitsvertrag zu verlassen.

### Verluste unter den deutschen Kriegsgefangenen
Die folgende Tabelle zeigt die Zahl der Kriegsgefangenen der Wehrmacht und Waffen-SS in Gefangenschaft des jeweiligen Landes und die Quote der Kriegsgefangenen, die in der Gefangenschaft umkamen. Die Zahlen zeigen, dass die Todesquoten für Kriegsgefangene der Ostfront immens hoch waren im Vergleich mit den Todesquoten in den Lagern der Westalliierten. Aber auch unter den Westalliierten gab es deutliche Unterschiede. Die Todesquoten der deutschen Kriegsgefangenen im Gewahrsam der Frei-Franzosen, vor allem in Nordafrika, waren deutlich höher als den Lagern der USA oder Großbritanniens. Auch unter den 740.000 Gefangenen, die 1945 von den USA als Zwangsarbeiter an Frankreich überstellt wurden, gab es vergleichsweise viele Todesfälle.
| Land der Gefangenschaft | Kriegsgefangene der Wehrmacht und der SS | Verluste absolut | Verluste in Prozent |
| ----------------------- | ---------------------------------------- | ---------------- | ------------------- |
| Frankreich              | 00.937.000                               | 0.024.178        | 02,60               |
| UdSSR                   | 03.150.000                               | 1.094.250        | 34,70               |
| Ost- und Südosteuropa   | 00.289.000                               | 0.093.028        | 32,20               |
| Großbritannien          | 03.635.000                               | 0.001.254        | 00,03               |
| USA                     | 03.097.000                               | 0.005.802        | 00,20               |
| Sonstige                | 00.076.000                               | 0.000.675        | 00,90               |
| Summe                   | 11.094.000                               | 1.219.187        | 11,00               |

Laut den Angaben des Suchdienstes des Deutschen Roten Kreuzes ist das Schicksal von weiteren 1.300.000 deutschen Militärangehörigen ungeklärt, sie gelten als vermisst.
In den ab Ende 1944 eingerichteten amerikanischen Lagern in Frankreich und in Deutschland (zum Beispiel in den Rheinwiesenlagern) gab es aufgrund mangelhafter Versorgung und Unterbringung viele Todesfälle. Die genauen Zahlen sind unbekannt; wahrscheinlich ist eine Todesquote von 0,5 bis 1 Prozent. Allerdings wurden diese Lager recht schnell aufgelöst. In Gefangenenlagern in den USA war die Sterblichkeit weitaus geringer.

### Lienzer Kosakentragödie
Kosakenverbände, die wie die 1. Kosaken-Division im Zweiten Weltkrieg auf deutscher Seite gekämpft hatten, wurden bei Kriegsende von den Briten gefangen genommen, an die Rote Armee ausgeliefert und nach Sibirien deportiert.

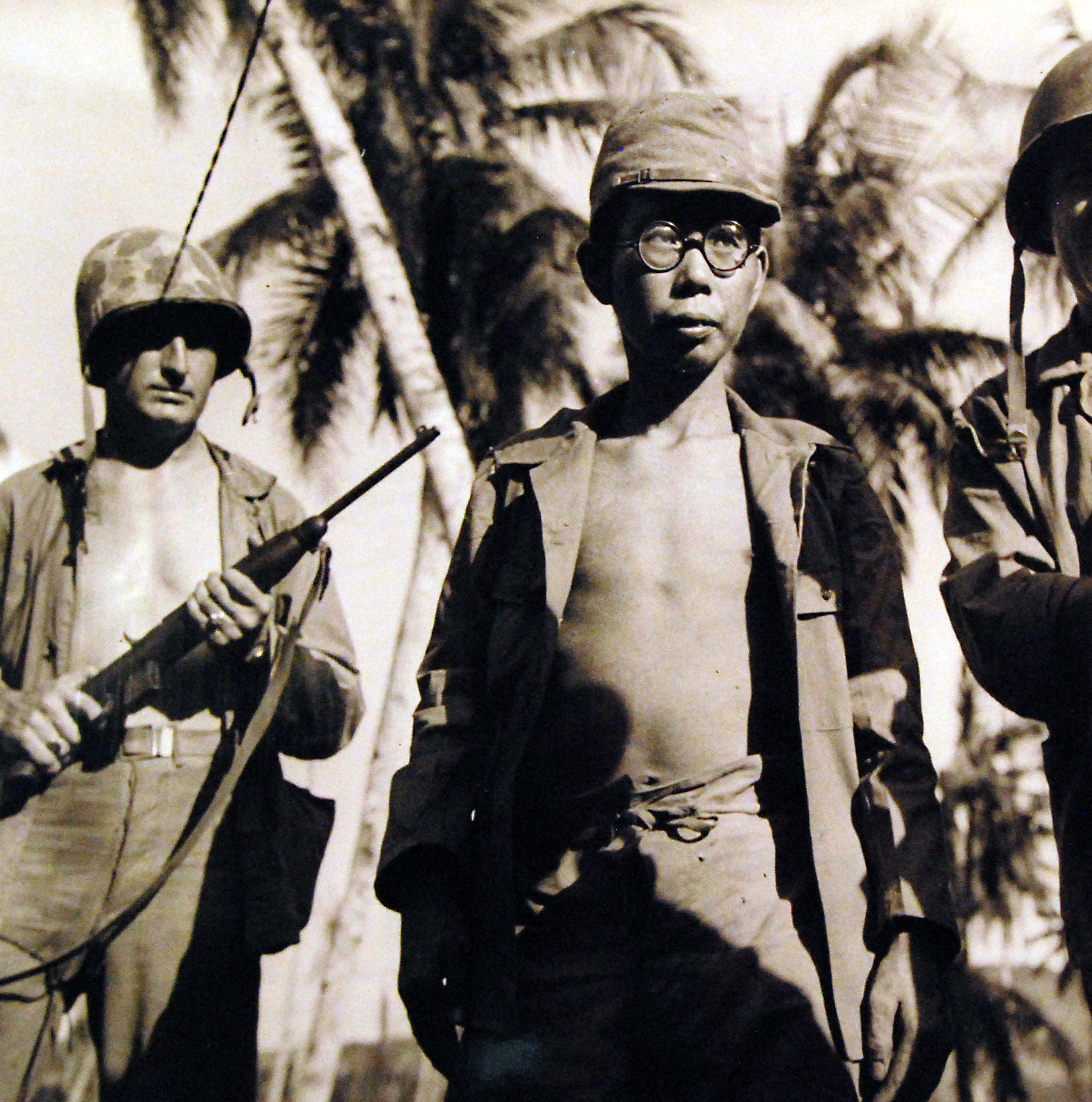
Japanischer Kriegsgefangener auf den Kerama-Inseln, Juni 1945.

### Japanische Soldaten in alliiertem Gewahrsam
Der erste japanische Kriegsgefangene im Pazifikkrieg war Sakamaki Kazuo.
Fred Fedorowich nennt zwischen 19.500 und 50.000 japanische Kriegsgefangene, die Australien und die USA zwischen 1942 und 1945 im Südwestpazifik gemacht haben.
Yamamoto Taketoshi zählt etwa 208.000 japanische Kriegsgefangene insgesamt, inklusive der Gefangenen der kommunistischen und nationalistischen Armeen Chinas und der Sowjetunion.
Etwa 600.000 Japaner gerieten am Ende des Zweiten Weltkrieges im Rahmen der Operation Auguststurm in sowjetische Gefangenschaft; von diesen kamen viele beim Arbeitsdienst in sibirischen Bergwerken um.

## Alliierte Soldaten in Gewahrsam der Achsenmächte

### Sowjetische Soldaten in deutschem Gewahrsam

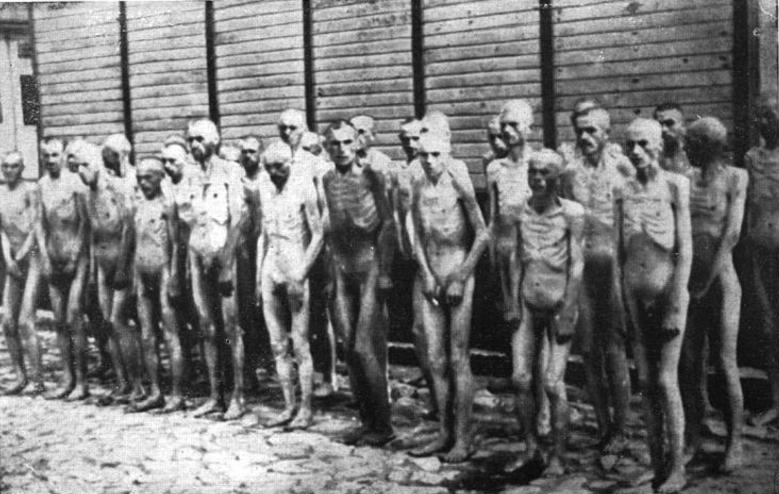
Fast verhungerte, bis auf das Skelett abgemagerte Kriegsgefangene der von Deutschland angegriffenen Sowjetischen Roten Armee, vor einer Baracke im KZ Mauthausen (Österreich)

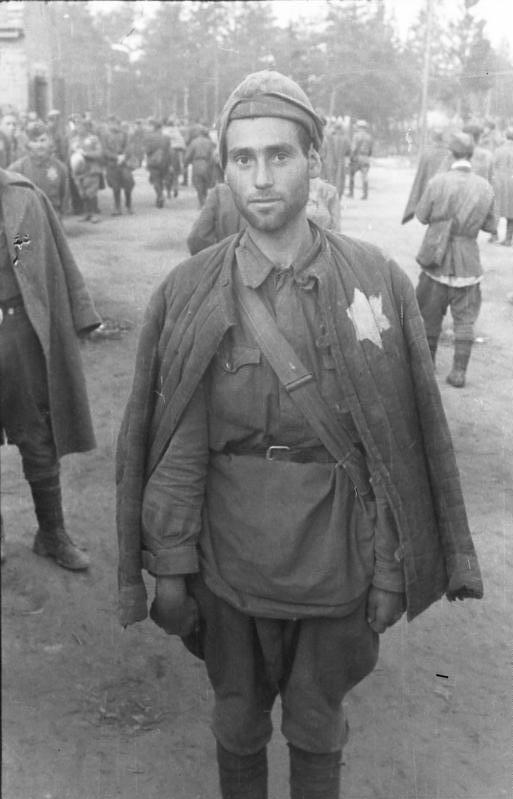
Mit dem „Judenstern“ gekennzeichneter sowjetischer Kriegsgefangener, 1941

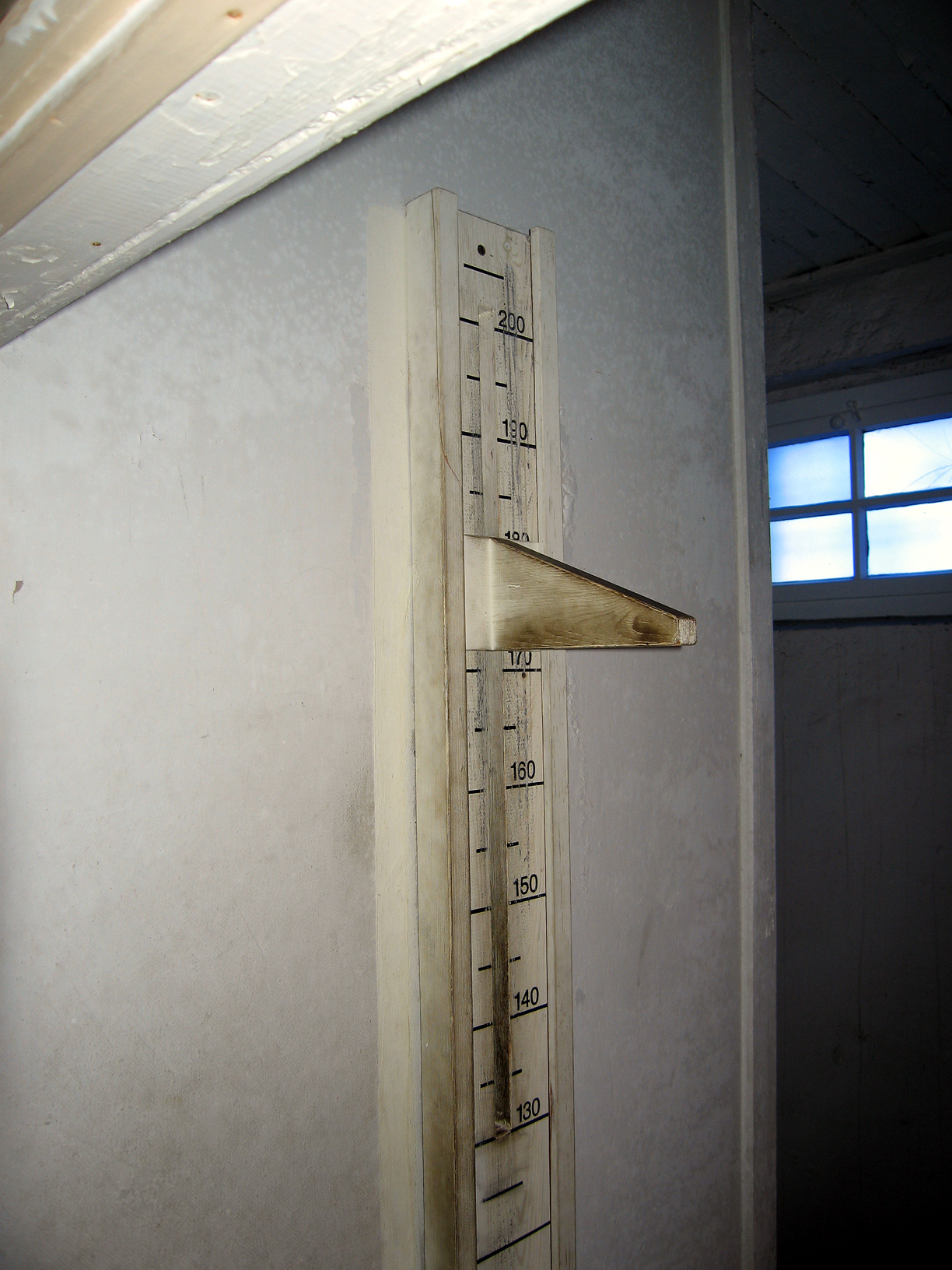
Vorderer Teil der getarnten Genickschussanlage, Buchenwald (Nachbau)

Zwischen 1941 und 1945 gerieten weit über 5 Millionen sowjetische Soldaten in deutsche Kriegsgefangenschaft. 3,3 Millionen sowjetische Kriegsgefangene kamen dabei um, alleine 2 Millionen davon bis zum Frühjahr 1942. Annähernd 80.000 jüdische kriegsgefangene Angehörige der Roten Armee wurden ermordet.
Arbeitseinsätze sowjetischer Gefangener fanden schon vor dem Führerbefehl vom 31. Oktober 1941 statt. Das Oberkommando der Wehrmacht hatte schon im März 1941 bei der Planung der Operation Barbarossa damit gerechnet, dass in den ersten Monaten nach dem Beginn des Überfalls auf die Sowjetunion zwei bis drei Millionen Soldaten der Roten Armee in deutsche Kriegsgefangenschaft geraten würden. Für deren existenzsichernde Unterkunft und Versorgung waren aber nur rudimentäre Vorbereitungen getroffen worden. Die Gefangenen kampierten überwiegend unter desaströsesten Bedingungen im Freien. Hinzu kamen eine absolut unzureichende Ernährung, schlechte Hygiene und kaum medizinische Versorgung, so dass viele an Krankheiten wie Ruhr- und Fleckfieberepidemien starben. Schon vor Kriegsbeginn hatte man im sogenannten Hungerplan den Hungertod so vieler sowjetischer Soldaten einkalkuliert. Das Lager Zeithain z. B. wird auch Sterbelager genannt, da die nicht mehr arbeitsfähigen Verwundeten oder Kranken in Lazaretten weiter unterversorgt waren. Sowjetische Kriegsgefangene wurden auch in deutschen Konzentrationslagern inhaftiert, etwa im KZ Sachsenhausen. Sie wurden auf zahlreiche Arten ermordet, wie z. B. mittels Genickschussanlage, Hängen, tödlicher Injektionen verschiedener Substanzen und Massenerschießungen (KZ Dachau, KZ Buchenwald). Menschenversuche mit sowjetischen Kriegsgefangenen sind für das KZ Neuengamme (Tuberkulose) und für das KZ Auschwitz (Vergiftungsversuch an 600 Gefangenen mit Zyklon B) belegt.
Hunderttausende von ihnen liegen heute – ebenso wie gefallene Soldaten der Roten Armee und sowjetische Zwangsarbeiter der NS-Zeit – auf sowjetischen Kriegsgräberstätten in Deutschland, unzählige wurden in Massengräbern verscharrt. Ihre Leichname kommen teilweise nach und nach zum Vorschein.
Die Zahl der sowjetischen Kriegsgefangenen, die von der Wehrmacht nach Juli 1941 als „politisch Untragbare“ zur Ermordung an die Einsatzgruppen der Sicherheitspolizei und des SD übergeben wurden, wird auf weit über 140.000 geschätzt (siehe auch Kommissarbefehl).
1.836.000 sowjetische Kriegsgefangene kehrten in die Sowjetunion zurück. Da von Stalin die Gefangennahme als Verrat angesehen wurde, war ein Teil dieser Rückkehrer Repressionen ausgesetzt. So wurde ein Sechstel von ihnen in Strafbataillone eingegliedert und ein weiteres Sechstel in den Lagern des GULag inhaftiert. Etwa zwei Drittel der ehemaligen Kriegsgefangenen wurden demnach nicht bestraft. Ein Teil von diesen hatte jedoch Schwierigkeiten bei der Arbeitsplatzsuche oder wurde aus der Kommunistischen Partei ausgeschlossen.
In seiner Rede zum Kriegsende gedachte Bundespräsident Joachim Gauck am 6. Mai 2015 der sowjetischen Kriegsgefangenen. Ihr Leiden sei in Deutschland nie angemessen ins Bewusstsein gekommen. 
Am 20. Mai 2015 beschloss der Deutsche Bundestag, die noch lebenden früheren sowjetischen Kriegsgefangenen, die erst nach dem Ende der UdSSR in ihren Heimatländern vollständig rehabilitiert wurden, finanziell zu entschädigen. Man geht von ca. 4000 früheren Soldaten aus. In dem entsprechenden Beschluss heißt es: „Ehemaligen sowjetischen Kriegsgefangenen soll ohne Anerkennung einer Rechtspflicht/eines Rechtsgrundes ein symbolischer finanzieller Anerkennungsbetrag gewährt werden.“

### Westalliierte Soldaten in deutschem Gewahrsam

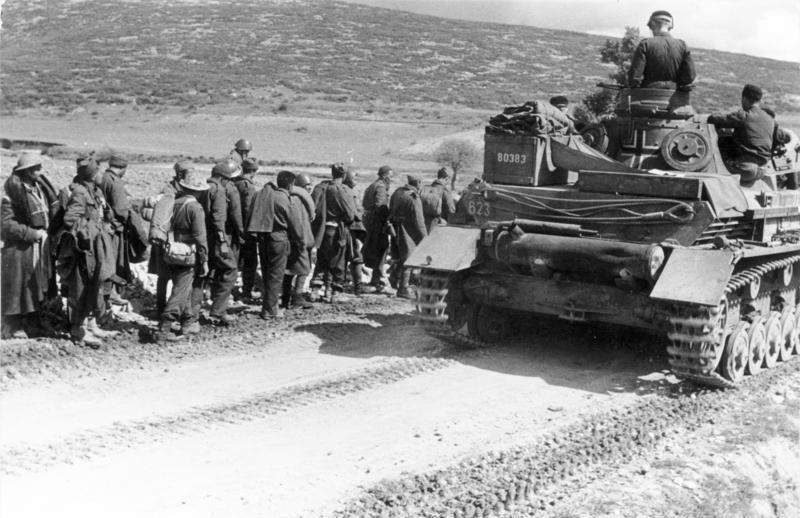
Britische und griechische Kriegsgefangene 1941 in Griechenland.

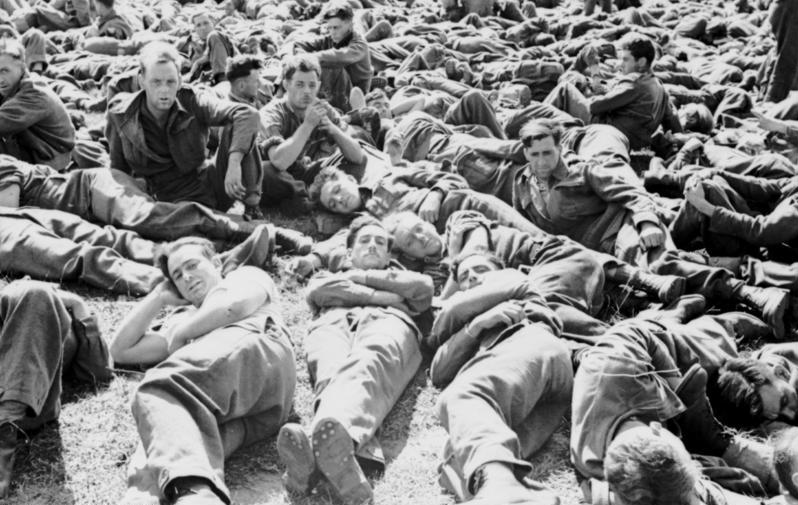
Alliierte Kriegsgefangene 1942 nach der Operation Jubilee

Diese Soldaten stammten insbesondere aus Belgien, den Niederlanden und Frankreich (vom Westfeldzug), aus Norwegen (Unternehmen Weserübung), aus Polen (Überfall auf Polen), aus dem Königreich Jugoslawien (Balkanfeldzug), aus Großbritannien, aus dem Empire und aus den USA. 
Nach dem Bruch des Bündnisses mit Italien die Wehrmacht ab dem Fall Achse (8. bis 23. September 1943) auch zahlreiche italienische Soldaten gefangen.
Im Gegensatz zur Behandlung der sowjetischen Kriegsgefangenen war die Behandlung west-alliierter Kriegsgefangener in der Regel gut und man hielt sich dabei an die Genfer Konvention. Von den 232.000 US-amerikanischen, britischen, kanadischen und weiteren Soldaten überlebten 8.348 den Krieg nicht, was 3,5 % entspricht.
Man kannte als Bezeichnungen „Stalag“ (Kriegsgefangenen-Mannschaftsstammlager, im Wesentlichen der Wehrmacht unterstellt), „Stalag Luft“ (Luftwaffen-Kriegsgefangenen-Mannschaftsstammlager, der Luftwaffe unterstellt) und „Marlag“ (Kriegsmarine-Kriegsgefangenen-Mannschaftsstammlager, unterstellt dem Allgemeinen Marinehauptamt), ferner „Oflag“ (Kriegsgefangenen-Offizierslager), „Dulag“ (Kriegsgefangenen-Durchgangslager), „Heilag“ (Kriegsgefangenen-Heimkehrerlager) und „Ilag“ (Internierungslager).
Zum Teil wurden einige alliierte Soldaten, nachdem sie pro forma aus der Kriegsgefangenschaft entlassen wurden, unter völkerrechtswidrigen Voraussetzungen und Bestimmungen erschossen (Aktion Kugel) oder in Konzentrationslager deportiert.
Der Arbeitseinsatz in Industriezweigen, im Bergbau oder bei Aufräumarbeiten nach Luftangriffen war üblich. Gegen das Völkerrecht verstieß ihr Arbeitseinsatz in der Rüstungsindustrie.
Angehörige von Kommandoeinheiten sollten nach dem Kommandobefehl Hitlers vom 18. Oktober 1942 völkerrechtswidrig bis auf den letzten Mann niedergemacht werden. Falls in Ausnahmefällen doch Gefangene gemacht würden, wären sie zur späteren Exekution an den Sicherheitsdienst des Reichsführers SS zu übergeben.
Die Kriegsgefangenenpost der Soldaten wurde mehrheitlich durch die Schweiz abgewickelt. Die PTT übernahm eine proaktive Vermittlungsrolle und es fand eine intensive Kommunikation mit der Deutschen Reichspost sowie der Französischen Post statt.
Am 24. Oktober 1939 traf die erste Ladung Kriegsgefangenenpost aus Deutschland mit Zielort Südfrankreich in Basel 17 Transit ein. Es handelte sich um 200 Postkarten französischer Kriegsgefangener, die auf vorgedruckten Postkarten schrieben, dass sie in Kriegsgefangenschaft geraten seien und es ihnen gut gehe.
Ab 1. Dezember 1939 rollte täglich ein Wagen mit deutscher Kriegsgefangenenpost aus Frankreich über Basel 17 Transit nach Frankfurt am Main. In umgekehrter Richtung wurde die Post von Franzosen in deutscher Kriegsgefangenschaft durch die Deutsche Reichspost der Poststelle Basel Transit übergeben, wo sie von der PTT umgeladen und über Genf nach Frankreich weitergeleitet wurde. Ab 1940 vermittelte die PTT auch den Postverkehr zwischen Deutschland und Großbritannien und deren Kolonien. Um die Kriegswirren zu umgehen, wurden Umwege in Kauf genommen. Die Kriegsgefangenenpost zwischen Deutschland und Großbritannien wurde teilweise über Spanien (Gibraltar) abgewickelt.

### Zahlenbeispiel vom April 1944
Im April 1944 befanden sich nach Angaben des Oberkommandos der Wehrmacht (OKW) in Kriegsgefangenschaft der Wehrmacht:
| Nationalität    | Anzahl    |
| --------------- | --------- |
| Polen           | 53 295    |
| Franzosen       | 963 491   |
| Briten          | 159 341   |
| Belgier         | 65 737    |
| Serben          | 128 559   |
| Norweger        | 1 131     |
| Holländer       | 9 613     |
| Amerikaner      | 21 324    |
| andere Nationen | 533       |
| Sowjets         | 1 141 873 |
| Summe           | 2 544 897 |

### Deutsche Gefangenenverwaltung
An der Organisation des Kriegsgefangenenwesens in den von der Wehrmacht besetzten Gebieten wirkten die Kriegsgefangenen-Bezirks-Kommandanten mit.

### Alliierte in japanischem Gewahrsam

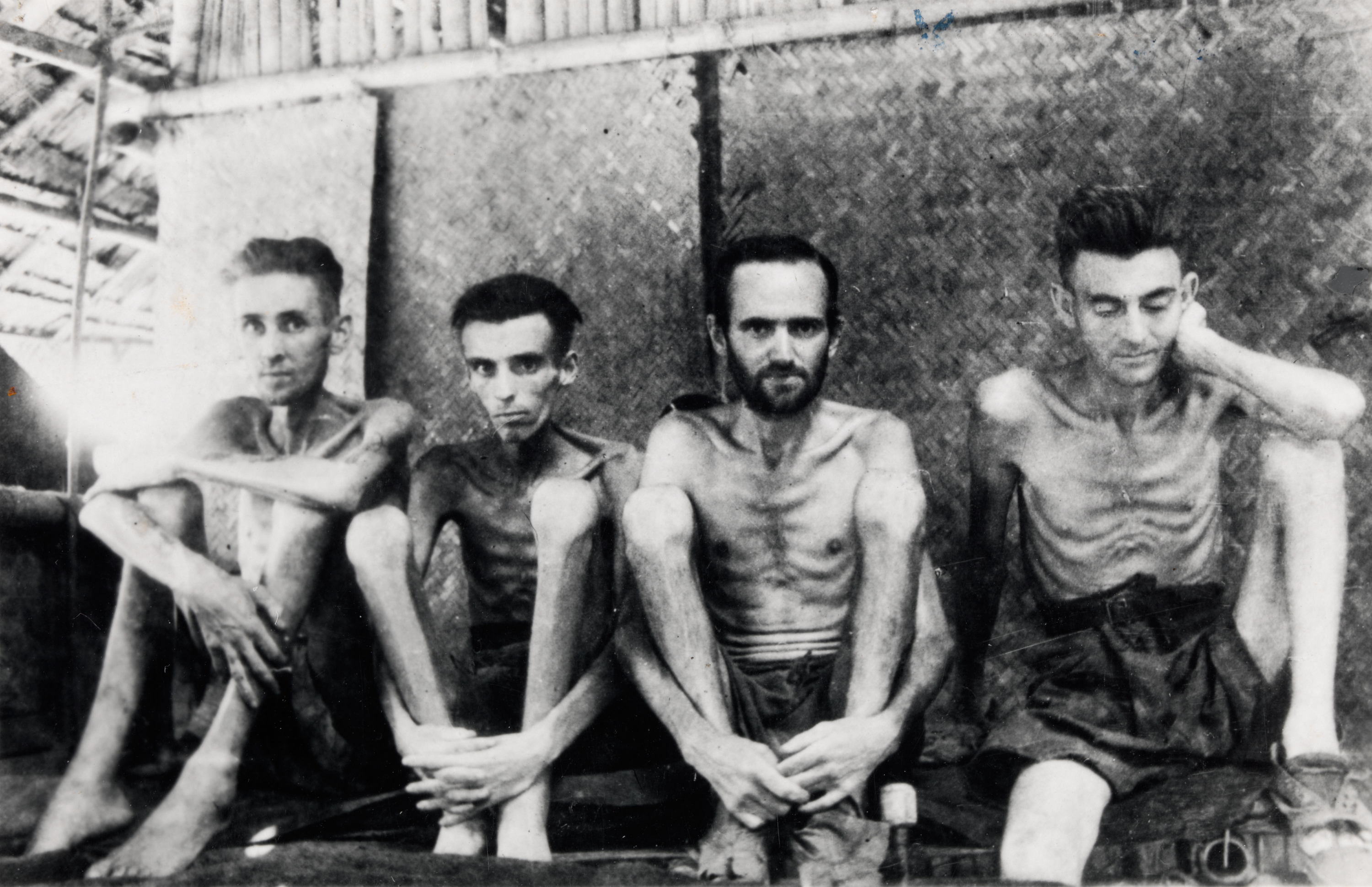
Australische und niederländische Soldaten in japanischer Gefangenschaft (Tarsau, Thailand 1943)

Während des Pazifikkriegs gerieten britische, niederländische, australische, neuseeländische und amerikanische Soldaten in japanische Kriegsgefangenschaft. Da die Japaner die zweite Genfer Konvention von 1929 und auch die Haager Landkriegsordnung nicht anerkannten, behandelten sie ihre Kriegsgefangenen nach ihrer eigenen Ordnung. Kriegsgefangene galten als Menschen ohne Ehre, da sie nicht in Ehre für ihr Land gefallen waren, das heißt, dass sie nicht bis in den Tod gekämpft hatten. In aller Regel waren sie daher mit „minderwertiger Arbeit“ zu betrauen, die zwar für die Japaner von Wichtigkeit war, in deren Augen aber nur von ehrlosen Menschen ausgeführt werden konnte. In den japanischen Gefangenenlagern verstarben auf Grund von Wasser- und Nahrungsmangel sowie der unmenschlichen Behandlung eine große Anzahl alliierter Soldaten.
Zu den japanischen Kriegsverbrechen im Zweiten Weltkrieg zählen:
- Todesmarsch von Bataan – ca. 16.000 Tote
- Death Railway – ca. 16.000 alliierte und ca. 100.000 asiatische Tote
- Kriegsgefangenenlager Sandakan / Todesmärsche von Sandakan – ca. 2700 australische und britische Tote
- Chichi-jima-Vorfall – Kannibalismus an amerikanischen Gefangenen

## Weitere Kriegsgefangene

### Polnische Soldaten in sowjetischem Gewahrsam
Nach dem Angriff der UdSSR auf Polen am 17. September 1939 wurden mehr als 240.000 polnische Soldaten gefangen genommen. Etwa 42.400 einfache Soldaten und Unteroffiziere wurden innerhalb der ersten drei Wochen wieder entlassen, weitere 43.000 der deutschen Wehrmacht überstellt, weil ihr Wohnort im Westteil Polens lag, der vom Deutschen Reich beim Überfall auf Polen erobert worden war.
Im April 1940 wurden 22.000 bis 25.000 Berufs- und Reserveoffiziere, Polizisten und andere Staatsbürger Polens erschossen.

### Polnische Soldaten in deutschem Gewahrsam
Etwa 400.000 polnische Soldaten (darunter etwa 16.000 Offiziere) gerieten in deutsche Gefangenschaft. Ferner wurden 200.000 polnische Zivilisten wegen angeblicher Verdachtsmomente inhaftiert. Ungefähr 10.000 polnische Kriegsgefangene starben. Das Deutsche Reich stellte sich auf den Standpunkt, der polnische Staat sei untergegangen, stelle also kein Völkerrechtssubjekt mehr dar, und folglich wären die Genfer Abkommen über die Behandlung der Kriegsgefangenen von 1929 auf sie nicht anzuwenden. Die polnischen Kriegsgefangenen verloren dadurch den Schutz dieser Konvention und waren aus NS-Sicht nur noch Zivilisten. 200.000 wurden anschließend als Zwangsarbeiter eingesetzt, die nach den rassistischen Polen-Erlassen diskriminiert wurden.

### Italienische Soldaten in deutschem Gewahrsam
600.000 italienische Soldaten wurden in der Zeit zwischen September 1943 und Mai 1945 interniert. Bei den Massakern auf Kefalonia und auf Kos wurden gefangen genommene italienische Soldaten ermordet. Das deutsche Reich verweigerte den Soldaten des ehemaligen Verbündeten Italien den Status von Kriegsgefangenen, verlieh ihnen den Status von Militärinternierten und setzte sie als Zwangsarbeiter ein. Etwa 45.000 italienische Kriegsgefangene verloren ihr Leben.

## Dokumentation und Gedenken

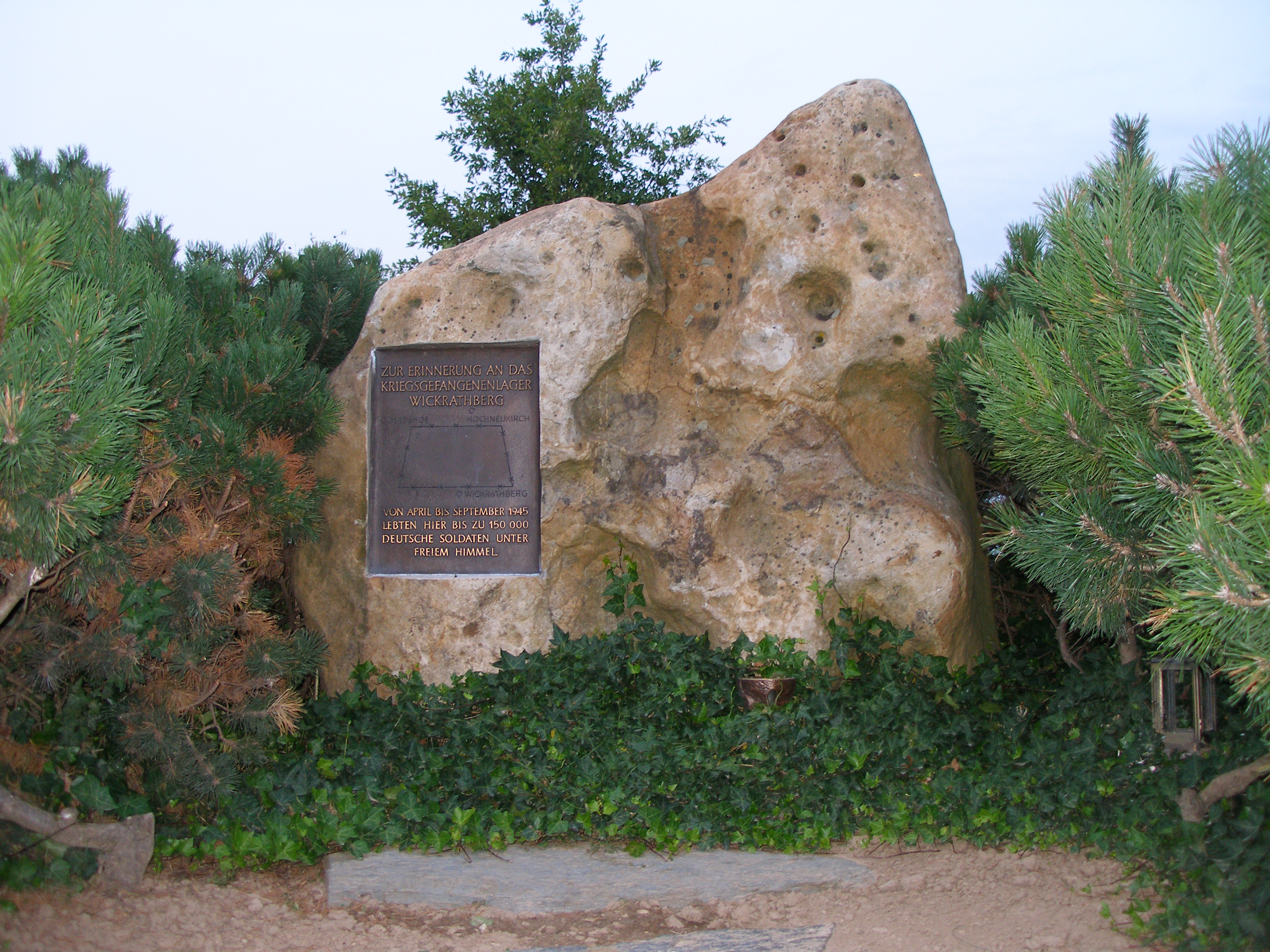
Gedenktafel für die deutschen Kriegsgefangenen im „Wiesenlager Wickrathberg“

### Wissenschaftliche Aufarbeitung
1957 wurde von dem damaligen Bundesministerium für Vertriebene die Wissenschaftliche Kommission für die Dokumentation des Schicksals der deutschen Kriegsgefangenen im Zweiten Weltkrieg unter dem Vorsitz von Erich Maschke gegründet. Zwischen 1962 und 1974 erschienen 22 Bände der sog. Maschke-Kommission, von denen sich 10 allein mit der Kriegsgefangenschaft in der Sowjetunion befassen.
Bis in die Gegenwart ist die Kriegsgefangenenthematik aus deutscher, westalliierter und sowjetischer Sicht Gegenstand wissenschaftlicher Untersuchungen, da sich seit dem Zerfall der Sowjetunion insbesondere in osteuropäischen Archiven neue Forschungsmöglichkeiten ergeben haben.
Die Gemeinsame Kommission für die Erforschung der jüngeren Geschichte der deutsch-russischen Beziehungen befasst sich auch mit dem Schicksal sowjetischer Kriegsgefangener in deutscher Hand.
Der Wissenschaftliche Dienst des Deutschen Bundestages erstellte im Laufe der Jahre verschiedene Zusammenfassungen zu dem Thema.

### Gedenkstätten in Deutschland

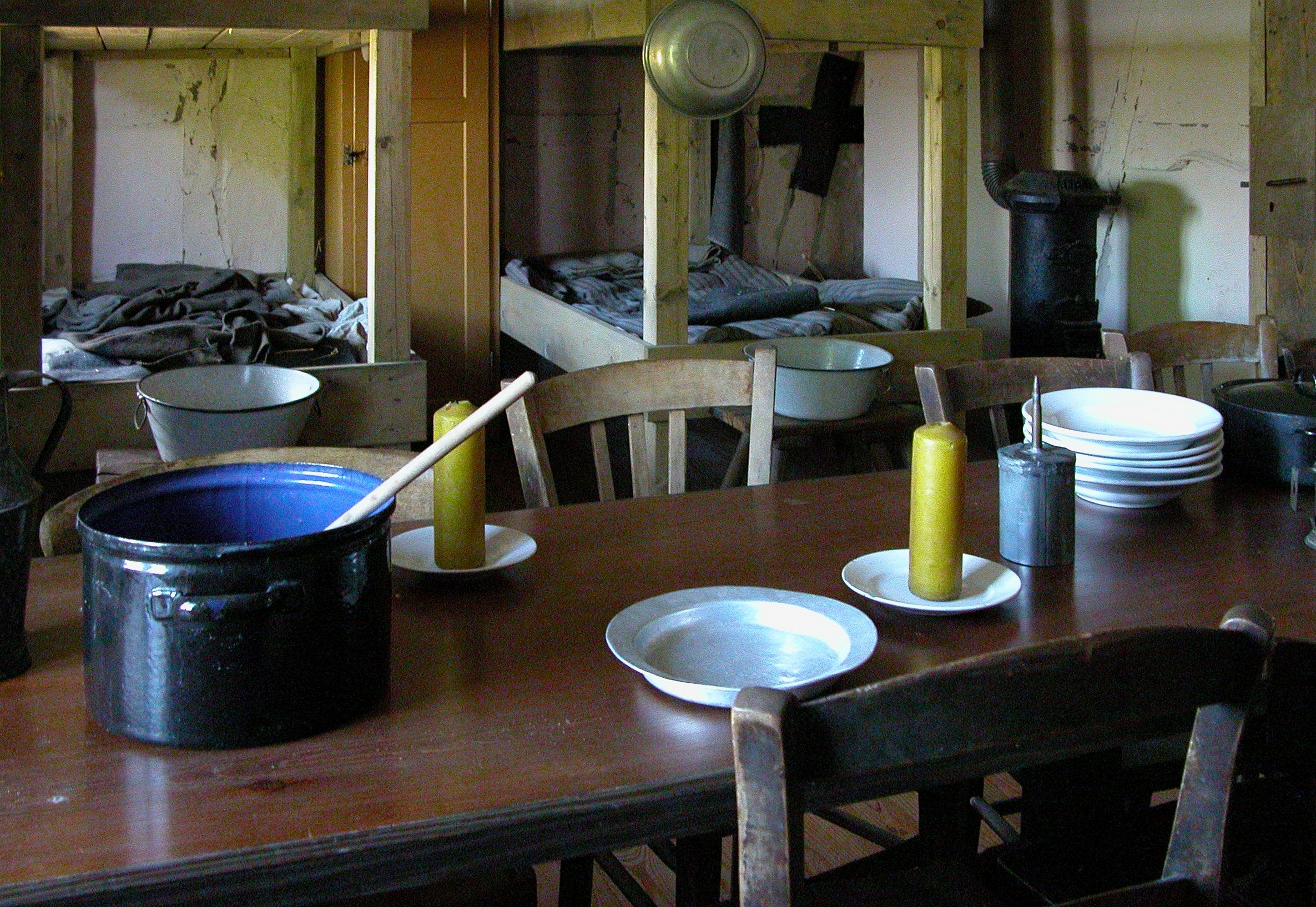
Schlafraum für französische Kriegsgefangene im „Haus Molz“, Rekonstruktion des Zustandes während des Zweiten Weltkriegs im Freilichtmuseum Roscheider Hof

Im Gegensatz zu vielen literarischen Zeugnissen hat sich von den Lagern, in denen die Kriegsgefangenen untergebracht waren, wenig erhalten. Eher ein Zufallsfund waren die Funde im „Haus Molz“ im Zuge dessen Translozierung in das Volkskunde- und Freilichtmuseum Roscheider Hof Anfang der 1990er-Jahre. Im Zuge weiterer Forschungsarbeiten konnte auch anhand erhaltener Bilder nachgewiesen werden, dass dieses Haus während des Zweiten Weltkrieges eine Außenstelle des Trierer Kriegsgefangenenlagers – hauptsächlich für französische Kriegsgefangene – gewesen ist. Als Folge dessen wurde 2008 im Flur des Hauses eine thematische Ausstellung eingerichtet. Im Obergeschoss wurde nach alten Fotografien die Vergitterung der Fenster und die Ausstattung des Schlafraums mit aus rohem Holz zusammengezimmerten Betten für die Kriegsgefangenen rekonstruiert.
Viele neuere Ausstellungen wie der U-Boot-Bunker Valentin (2015 als Gedenkstätte eröffnet) vermischen das Thema Kriegsgefangene mit dem Thema Zwangsarbeiter.

#### Einzelne Bundesländer
In den einzelnen Bundesländern gibt es folgende Gedenkstätten:
- Baden-Württemberg: Dokumentationsstätte Lager Weinsberg[87]
- Brandenburg: Kriegsgefangenenlager Stalag IVB, Mühlberg/Elbe[88]
- Hessen: Gedenkstätte und Museum Trutzhain, Schwalmstadt[89]
- Niedersachsen:

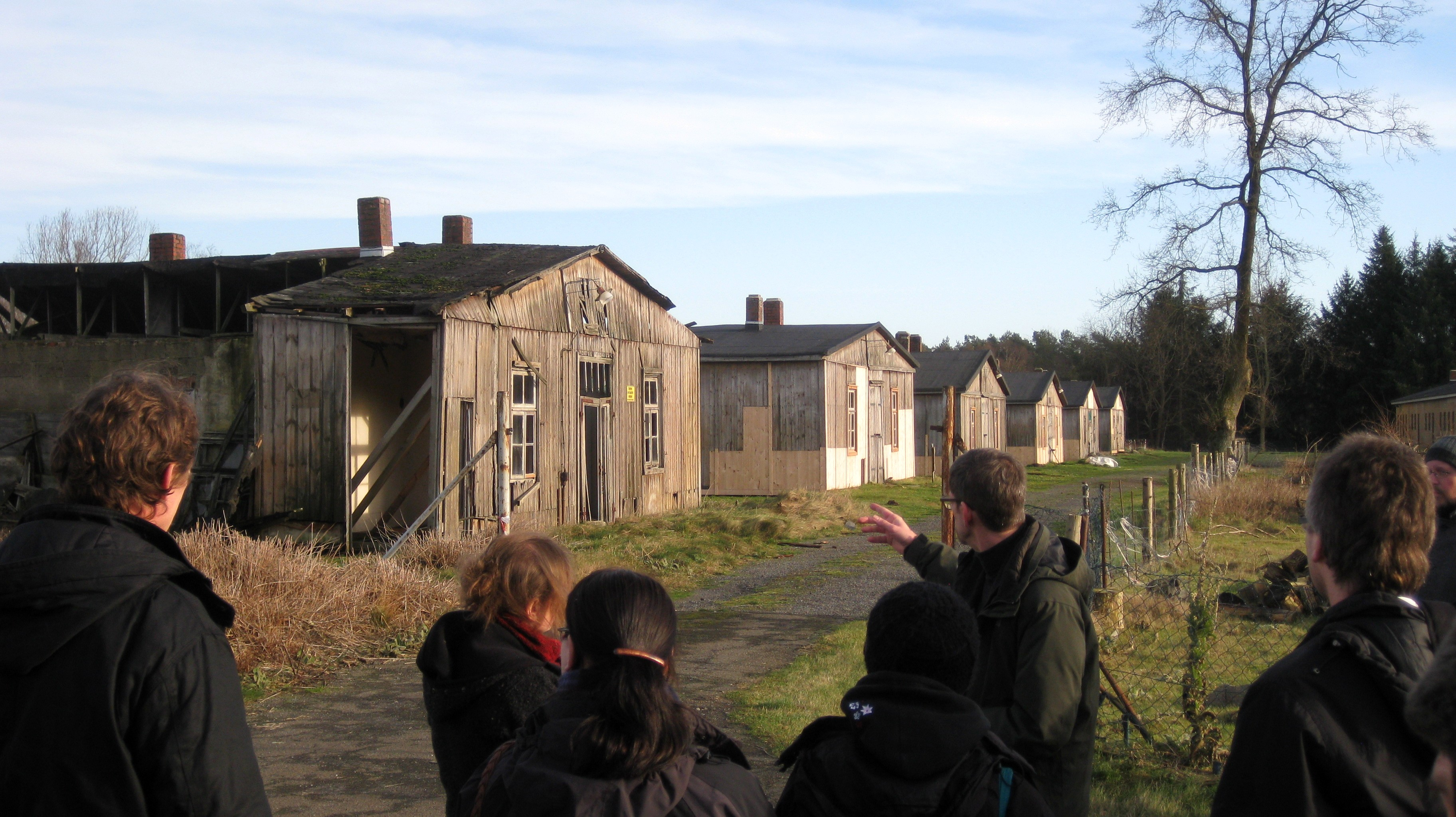
Baracken in der Gedenkstätte Lager Sandbostel 2012

- - In der niedersächsischen Gedenkstätte Lager Sandbostel können seit 2013 ein Teil des ehemaligen Lagergeländes und historische Gebäude des Stammlagers X B sowie eine Dauerausstellung besichtigt werden.[90]
  - Die Emslandlager umfassten zwischen 1933 und 1945 insgesamt 15 Konzentrations-, Straf- und Kriegsgefangenenlager, an welche die Gedenkstätte Esterwegen erinnert.
- Nordrhein-Westfalen:
  - Gedenkstätte Stalag 326, Schloß Holte-Stukenbrock[91]
  - Geschichtswerkstatt Französische Kapelle (Soest)[92]
  - Informations- und Gedenkstätte Stalag VI A, Hemer[93]
- Sachsen:
  - Fluchtmuseum Schloss Colditz (Oflag IVc)
  - Gedenkstätte Ehrenhain Zeithain[94]
  - Gedenkstätte Stalag VIII A, Görlitz[95]
- Schleswig-Holstein:
  - Gedenkstätte Gudendorf[96]
  - Henri-Goldstein-Haus, Quickborn.[97]

### Suche nach ehemaligen Kriegsgefangenen
Die Deutsche Dienststelle (WASt) gab bereits seit 1939 Auskunft über das Schicksal von deutschen Wehrmachtangehörigen und Kriegsgefangenen. Nach 1945 gehörten die Registrierung und Nachforschung zu den Hauptaufgaben des DRK-Suchdienstes. Seit dem Jahr 2000 gibt die Dokumentationsstelle Dresden (Stiftung Sächsische Gedenkstätten) Auskünfte zu sowjetischen Kriegsgefangenen in deutscher Gefangenschaft. Im November 2009 veröffentlichte die Dokumentationsstelle auf ihrer Internetseite eine Datenbank, in der nach sowjetischen Kriegsgefangenen des Zweiten Weltkriegs recherchiert werden kann.

### Künstlerische Rezeption

#### Film
In folgenden Spielfilmen wurde die Situation in Kriegsgefangenenlagern des Zweiten Weltkriegs dargestellt (Auswahl):
- Die Brücke am Kwai
- Stalag 17
- Gesprengte Ketten
- Colonel von Ryans Express
- So weit die Füße tragen
- Das Tribunal
- Unbroken
- Trautmann
- Flucht oder Sieg

Die amerikanische Sitcom Ein Käfig voller Helden befasst sich – ohne Anspruch auf historische Genauigkeit – mit alliierten Kriegsgefangenen in einem deutschen Lager.
Es entstanden außerdem verschiedene Dokumentarfilme wie
- Liebe unerwünscht, dreiteiliger Dokumentationsfilm (Thema: heimliche Liebesbeziehungen zwischen deutschen Kriegsgefangenen in Frankreich und Französinnen).
- Kriegsgefangenschaft (1/4): Verschleppt und ausgebeutet. Produktion Österreich 2011. Gezeigt in 3sat am 20. Januar 2013, von 20:15–21:05 Uhr. (Französische und sowjetische Kriegsgefangene, Zwangsarbeiter in der Kriegsproduktion, Kinder schwangerer Zwangsarbeiterinnen bewusst benachteiligt mit hoher Sterberate, sowjetische Kriegsgefangene nach der Befreiung weiter in sowjetische Lager).
- Kriegsgefangenschaft (2/4): Der goldene Westen? Produktion Österreich 2011. Gezeigt in 3sat am 20. Januar 2013, von 21:05–22:00 Uhr. (Deutsche Kriegsgefangene in USA nach Genfer Konvention behandelt. Nach Kriegsende in UK, F, Sowjetunion zur Beseitigung der Kriegsschäden eingesetzt).
- Kriegsgefangenschaft (3/4): Endstation Sibirien? Produktion ORF und preTV 2012. Gezeigt in 3sat am 21. Januar 2013, von 20:15–21:05 Uhr. (Deutsche/österreichische Kriegsgefangene nach Sowjetunion zur Zwangsarbeit).
- Kriegsgefangenschaft (4/4): Heimkehr. Produktion ORF und preTV 2012. Gezeigt in 3sat am 21. Januar 2013, von 21:05–22:00 Uhr. (Sowjetische Kriegsgefangene und Zwangsarbeiter nach Kriegsende in UdSSR wieder in Zwangsarbeit und Ächtung. Französische Kriegsgefangene nach Kriegsende in Frankreich der Kollaboration verdächtigt. Deutsche/österreichische Heimkehrer aus der Sowjetunion finden in der Heimat keine Arbeit mehr).

### Allgemein
- Günter Bischof, Stefan Karner, Barbara Stelzl-Marx (Hrsg.): Kriegsgefangene des Zweiten Weltkrieges. Gefangennahme, Lagerleben, Rückkehr. R. Oldenbourg-Verlag, Wien 2005, ISBN 3-7029-0537-5 (Oldenbourg Wissenschaftsverlag, München 2005, ISBN 3-486-57818-9).
- Kurt W. Böhme, Erich Maschke (Hrsg.): Zur Geschichte der Deutschen Kriegsgefangenen des Zweiten Weltkrieges. Wissenschaftliche Kommission für deutsche Kriegsgefangenengeschichte. 15 Bände. Verlag Ernst und Werner Gieseking, Bielefeld 1962 bis 1974.
- Klaus-Dieter Müller, Konstantin Nikischkin, Günther Wagenlehner (Hrsg.): Die Tragödie der Gefangenschaft in Deutschland und in der Sowjetunion 1941–1956 (= Schriften des Hannah-Arendt-Instituts für Totalitarismusforschung. Band 5). Böhlau, Köln u. a. 1998, ISBN 3-412-04298-6.
- Rüdiger Overmans: Die Kriegsgefangenenpolitik des Deutschen Reiches 1939 bis 1945. In: Die Deutsche Kriegsgesellschaft 1939–1945. Band 9, Zweiter Halbband: Ausbeutung, Deutungen, Ausgrenzung (= Das Deutsche Reich und der Zweite Weltkrieg. Band 9/1–2). Im Auftrag des Militärgeschichtlichen Forschungsamtes hrsg. von Jörg Echternkamp. DVA, München 2005, ISBN 3-421-06528-4, S. 729–875.
- Arthur L. Smith: Heimkehr aus dem Zweiten Weltkrieg. Die Entlassung der deutschen Kriegsgefangenen. Deutsche Verlags-Anstalt, Stuttgart 1985, ISBN 3-421-06295-1 (google.books).

### Soldaten der Achsenmächte in alliiertem Gewahrsam
- Richard Dähler: Die japanischen und die deutschen Kriegsgefangenen in der Sowjetunion 1945-1956. Vergleich von Erlebnisberichten. Univ.-Diss. Zürich 2007 (PDF).
- Edda Engelke: Niederösterreicher in sowjetischer Kriegsgefangenschaft während und nach dem Zweiten Weltkrieg. Selbstverlag des Vereins zur Förderung der Forschung von Folgen nach Konflikten und Kriegen, Graz 1998, ISBN 3-901661-02-6.
- Michael Hallerberg: Darstellung und Wahrnehmung von deutschen Kriegsgefangenen in Kanada, 1940-46. Univ.-Diss., Osnabrück 2019 (Volltext online).
- Renate Held: Kriegsgefangenschaft in Großbritannien: Deutsche Soldaten des Zweiten Weltkriegs im britischen Gewahrsam. hrsg. vom German Historical Institute London (= Veröffentlichungen des Deutschen Historischen Instituts London. 63). Oldenbourg, München 2012, ISBN 978-3-486-58328-1.
- Andreas Hilger, Ute Schmidt, Mike Schmeitzner (Hrsg.): Sowjetische Militärtribunale (= Schriften des Hannah-Arendt-Institut für Totalitarismusforschung. Band 17). Band 1:  Die Verurteilung deutscher Kriegsgefangener 1941–1953. Böhlau, Köln u. a. 2001, ISBN 3-412-06701-6.
- Sophie Jackson: Churchill’s Unexpected Guests: Prisoners of War in Britain in World War II. The History Press, Stroud 2010, ISBN 978-0-7524-5565-5.
- Guido Knopp: Die Gefangenen. C. Bertelsmann, 2003, ISBN 978-3-570-00700-6.
- Jerzy Kochanowski: In polnischer Gefangenschaft. Deutsche Kriegsgefangene in Polen 1945–1950. Aus dem Polnischen von Jan Obermeier. fibre-Verlag, Osnabrück 2004, ISBN 3-929759-62-4.
- Tobias Metzner: Das Leben in den Kriegs- und Zivilgefangenenlagern in Polen und den ehemaligen  deutschen Ostprovinzen 1944-1950 . Univ.-Diss. Köln, 2022. PDF.
- Jobst von Nordheim: Verlorene Jahre. In: Erinnerungen eines Fahnenjunkers an die russische Kriegsgefangenschaft und Abrechnung mit dem National(sozial)ismus. Baltica Verlag, Flensburg 2000, ISBN 3-934097-09-X.
- Rüdiger Overmans: Soldaten hinter Stacheldraht. Deutsche Kriegsgefangene des Zweiten Weltkriegs. Ullstein Tb., 2002.
- Robin Quinn: Hitler’s Last Army: German POWs in Britain. The History Press, Stroud 2015, ISBN 978-0-7524-8275-0.
- Matthias Reiß: „Die Schwarzen waren unsere Freunde.“ Deutsche Kriegsgefangene in amerikanischem Gewahrsam 1942–1946. Schöningh, Paderborn / München / Wien / Zürich 2001, ISBN 3-506-74479-8.
- Arthur L. Smith jr.: Die deutschen Kriegsgefangenen und Frankreich 1945–1949. Vierteljahreshefte für Zeitgeschichte 1984, S. 103–121 (PDF).
- Dankward Sidow: “Ruki werch!” (Deutsch: Hände hoch!) – Eigenes Erleben als Soldat und Kriegsgefangener in sowjetischem Gewahrsam von 1944–1949, mit sowjetischer Kriegsgefangenen-Personalakte, Lagerplänen, vollständiger Korrespondenz und sowjetamtlichen Berichten mit Fotos über das Lager 126 – Nikolajew an die zuständigen Ministerien in Kiew und Moskau. Selbstverlag Hamburg.
- Wolfgang Stadler: Hoffnung – Heimkehr. Mit 17 an die Front – Mit 19 hinter Stacheldraht. Swing-Druck, Colditz 2000
- Jon Sutherland, Diane Sutherland: Prisoner of War Camps in Britain During the Second World War. War in Britain Series. Golden Guides Press, Newhaven 2012, ISBN 978-1-78095-013-6.

### Alliierte Soldaten in Gewahrsam der Achsenmächte
- Martin Albrecht, Helga Radau: Stalag Luft I in Barth. Britische und amerikanische Kriegsgefangene in Pommern 1940 bis 1945. Thomas Helms Verlag, Schwerin 2012, ISBN 978-3-940207-70-8.
- Hans Coppi: Sowjetische Kriegsgefangene im Konzentrationslager Sachsenhausen. In: Jahrbuch für Forschungen zur Geschichte der Arbeiterbewegung. Heft I/2003.
- Roger Devaux: Treize Qu’ils Etaient – Das Leben der französischen Kriegsgefangenen bei den Bauern in Niederbayern während des Zweiten Weltkrieges. In: Treize Qu’ils Etaient. ISBN 2-916062-51-3.
- Alexander Haritonow, Klaus-Dieter Müller: Die Gesamtzahl sowjetischer Kriegsgefangener – Eine weiterhin ungelöste Frage. In: Vierteljahrshefte für Zeitgeschichte. Jg. 58, Heft 3, S. 393–401. R. Oldenbourg Verlag, München 2010, ISSN 0042-5702 (PDF).
- Rolf Keller: Sowjetische Kriegsgefangene im Deutschen Reich 1941/42: Behandlung und Arbeitseinsatz zwischen Vernichtungspolitik und kriegswirtschaftlichen Zwängen. Göttingen 2011, ISBN 978-3-8353-0989-0.[105]
- Rolf Keller, Silke Petry (Hrsg.): Sowjetische Kriegsgefangene im Arbeitseinsatz 1941–1945: Dokumente zu den Lebens- und Arbeitsbedingungen in Norddeutschland. Göttingen 2013, ISBN 978-3-8353-1227-2.
- Kontakte-Kontakty e. V. (Hrsg.): Ich werde es nie vergessen. Briefe sowjetischer Kriegsgefangener 2004–2006. Berlin 2007 (erster Sammelband in deutscher Sprache).
- Reinhard Otto: Wehrmacht, Gestapo und sowjetische Kriegsgefangene im deutschen Reichsgebiet 1941/42 (= Schriftenreihe der Vierteljahrshefte für Zeitgeschichte. Band 77). R. Oldenbourg Verlag, München 1998, ISBN 3-486-64577-3.
- Rüdiger Overmans, Andreas Hilger, Pavel Polian (Hrsg.): Rotarmisten in deutscher Hand. Dokumente zu Gefangenschaft, Repatriierung und Rehabilitierung sowjetischer Soldaten des Zweiten Weltkrieges. Schöningh, Paderborn u. a. 2012, ISBN 978-3-506-76545-1.
- Dmitri Stratievski: Sowjetische Kriegsgefangene in Deutschland 1941–1945 und ihre Rückkehr in die Sowjetunion. Osteuropa-Verlag, Berlin 2008, ISBN 978-3-940452-51-1.
- Alfred Streim: Die Behandlung sowjetischer Kriegsgefangener im „Fall Barbarossa“. Eine Dokumentation. C.F. Müller Juristischer Verlag, Heidelberg / Karlsruhe 1981, ISBN 3-8114-2281-2 – Ergänzung zu Streit wegen der starken Einbeziehung deutscher Strafverfahren.
- Christian Streit: Keine Kameraden. Die Wehrmacht und die sowjetischen Kriegsgefangenen 1941–1945. Verlag J.H.W. Dietz. Nachf., Bonn 1997, ISBN 3-8012-5023-7. Aktualisierte Neuausgabe des Standardwerks von 1978.
- Gabriele Hammermann (Hrsg.): Zeugnisse der Gefangenschaft aus Tagebüchern und Erinnerungen italienischer Militärinternierter in Deutschland 1943–1945. De Gruyter Oldenbourg, 2014, ISBN 978-3-11-036373-9.
- Dmitri Stratievski: Sowjetische Soldaten in deutscher Kriegsgefangenschaft. Menschenschicksale in Selbstzeugnissen. Anthea-Verlag, Berlin 2015, ISBN 978-3-943583-64-9.